# Ferrocarril en Perú

Ferrocarriles operativos en Perú (mapa interactivo).

Los ferrocarriles en el Perú tienen una historia variada. El transporte ferroviario peruano nunca formó una red propiamente dicho compuesto por líneas separadas que iban desde la costa hacia los Andes y que fueron construidas para transporte de carga antes que de pasajeros. Ya en el siglo XXI, se iniciaron proyectos de trenes de cercanías y metros que mayormente entraron en una larga fase de desarrollo técnico antes que de construcción y ejecución.
El inicio de muchos ferrocarriles peruanos se remonta a los contratos otorgados a los empresarios estadounidenses Henry Meiggs y W. R. Grace and Company, pero la geografía montañosa del país hizo que la expansión del ferrocarril fuese lenta y la mayoría de líneas existentes fueron construidas en el siglo XX. También era difícil operar las locomotoras, especialmente en la época de las locomotoras de vapor.
A fines de la década de 1880 el Ferrocarril Central, el Ferrocarril del Sur y otros pasaron a estar controlados por la Peruvian Corporation, empresa registrada en Londres y propiedad de los estadounidenses Michael y William R. Grace.  En aquel momento, la inauguración del Ferrocarril Central fue una novedad en el transporte de Sudamérica que perdió importancia con el tiempo. En 1972 Peruvian Corporation fue nacionalizada como Empresa Nacional de Ferrocarriles del Perú (ENAFER), quedando como único operador hasta 1999, cuando la mayoría de líneas fueron privatizadas. El transporte regular de pasajeros funciona solamente en una pequeña porción de las líneas.
El ferrocarril Tacna-Arica cruza la frontera con Chile y se encuentra operativo con dos trenes de recorrido diario, uno en la mañana y otro a las 20:15. El Ferrocarril del Sur ofrece conexión con Bolivia a través de ferribote en el lago Titicaca.

## Historia de los ferrocarriles en el Perú
La historia de los ferrocarriles peruanos está unida a la historia misma del país, es indesligable. Desde su planificación en 1826, el "camino de hierro" entre Lima y Callao, los trenes marcaron época y contribuyeron en forma definitiva a su consolidación en los buenos y malos tiempos. En la guerra con Chile fueron destruidos más de 500 km de líneas, de un total de 1500 que había en 1877. Se alcanzó otra vez dicha longitud recién en 1910.
Puesto que los ferrocarriles del Perú han tenido una época de esplendor en el pasado, en este artículo se relatan los principales hechos que afectaron el desarrollo y la construcción de las líneas férreas del Perú. Basadre llama a la historia de los ferrocarriles, especialmente en el auge de su construcción, o sea, durante la segunda mitad del siglo XIX y la primera del siglo XX, la "lamentable historia" de los mismos. Dice además Basadre al respecto: “Los ferrocarriles en su mayor parte no se llegaron a terminar en los plazos estipulados, y suscitaron complejos problemas alrededor de su financiación, o de su administración o de su terminación”. No es ninguna coincidencia que la mayor parte de los ferrocarriles aquí incluidos ya no funcionen. Desde los pequeños hasta los más grandes, pasando por los quiméricos al Marañón, al Ucayali y al Madre de Dios, tienen su historia y sus anécdotas. Se podría hablar de arqueología ferroviaria. Desde que se iniciara la primera línea férrea allá por 1851, hay mucho que decir hasta que la red ferroviaria alcanzó más de 4500 kilómetros.
Varios presidentes se preocuparon mucho por dotar al Perú de un sistema ferroviario acorde a las necesidades y al progreso que el país requería. Ramón Castilla, por supuesto el iniciador, después José Balta, José Pardo, Manuel Pardo, Nicolás de Piérola Villena y Augusto Leguía figuran entre los gobernantes que más hicieron por este rubro. Para 1927 contaba con 2725 millas. Sin embargo, puede decirse que hasta 1930 se construyeron ferrocarriles en el Perú. Desde esa fecha se detuvo su desarrollo y empezó su declive.

## Los ferrocarriles del norte del Perú

### FerrocarrilTumbes-Puerto Pizarro
(Desaparecido)
Este corto ferrocarril, Tumbes-Puerto Pizarro, también llamado Tumbes-Palizada, de propiedad del Estado, tenía una extensión de apenas 11 kilómetros y 0,75 m de trocha. Nació por ley 697 de 1907 que asimismo incluía un nuevo puerto. En 1933 se autorizó un ramal hasta Zarumilla pero no se concretó. Se empezó a construir en 1908 y fue puesto en servicio en 1909. Tuvo siempre el problema, como muchos otros, de trabajar a pérdida dado el poco pasaje y carga que transportaba. Dejó de operar en 1949.

### Ferrocarriles petroleros dePiura
(Desaparecido)

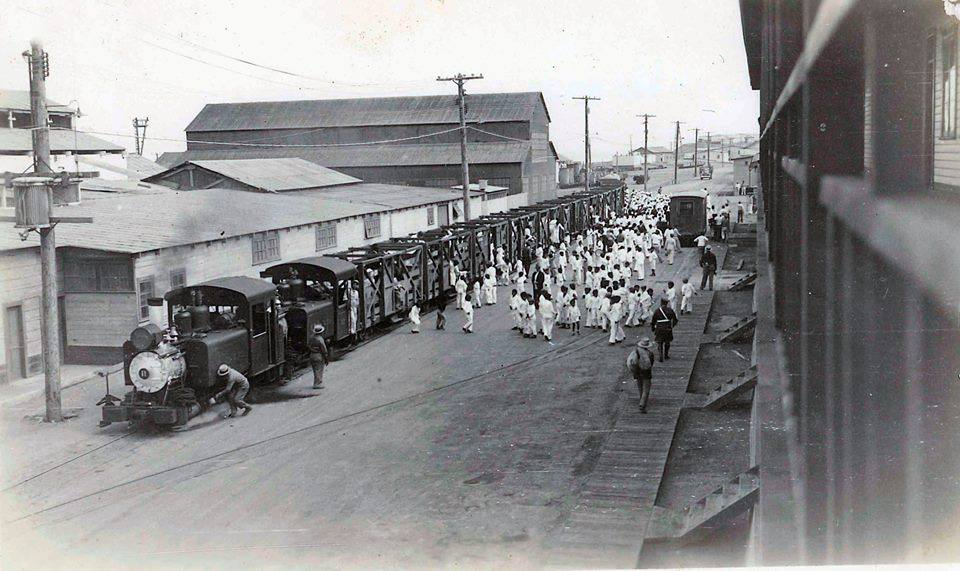
Tren estacionado en Negritos, al frente de las oficinas de la International Petroleum Co.

Los ferrocarriles Talara-Negritos-Talara, de 93 km y 0,75 de trocha, y Lobitos-El Tablazo-El Alto, de 34 km y 0,75 de trocha, sirvieron las necesidades de las compañías petroleras de la zona. Además la International Petroleum Co. (IPC) tenía un total de 160 km de líneas, también con 0,75 m para sus operaciones.

### FerrocarrilPaita-Sullana-Piura
(Desaparecido)

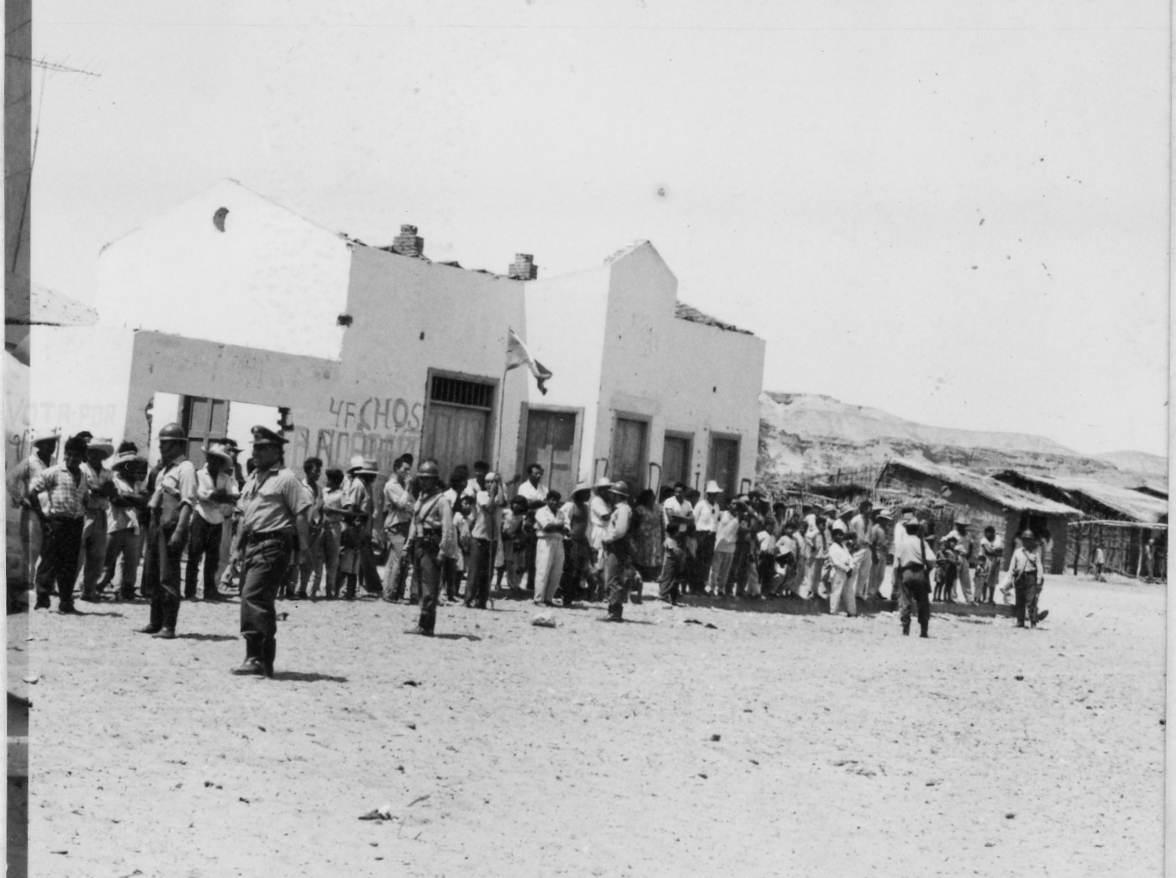
Antigua estación de Viviate.

Sus estudios datan de 1869. Se empezó a construir en 1872 por Federico Blume, el mismo que diseñara los primeros submarinos peruanos. Se inauguró coincidiendo con la guerra con Chile el 5 de abril de 1879, yendo desde Paita hasta Sullana. Fue destruido en parte por los chilenos. En 1875 se llegó a La Huaca, en 1876 hasta Viviate, en 1879 a Sullana y finalmente en 1887 a Piura. A partir de 1929 fue operado por la Peruvian Corporation hasta 1957. Trataron de modernizar el servicio con 5 locomotoras diésel Hunslet y un autovagón Walker articulado, pero a pesar de eso dejó de circular en 1959. Su línea fue terminada de desmantelar en 1962. Tenía trocha de 1,435 m y 105 km de longitud. El pueblo decía que en Piura sólo había dos estaciones: el verano y la del tren, siendo una de ellas ubicada en el  óvalo Grau (anteriormente plaza Grau) en los terrenos que abarcan las oficinas de América Televisión (antiguo canal 2 de Piura), así como también de algunas tiendas. A su vez, a lo largo de los 97km de extensión de las vías se encontraban ocho estaciones ubicadas en Paita, El Arenal, La Huaca, Viviate, Miraflores, Sojo, Sullana y Piura. Además contaba con paraderos en Colán, Macacará, Jíbito, Capilla, Nomara y Curumuy.

### Ferrocarril Piura-Catacaos
(Desaparecido)
Este ferrocarril de propiedad privada, con 10 km y trocha de 0,75 m, operó entre 1889 y 1937.

### FerrocarrilBayóvar-Reventazón
(Desaparecido)
Construido en Piura por el Estado en 1903, con fines de explotación minera (azufre). Era concesionaria la Compañía Azufrera Sechura. Corría al lado del cerro Illescas. Tenía 46 km de recorrido y era de trocha de 1 m. Dejó de operar en 1920.

### FerrocarrilPimentel-HaciendaPomalca
(Desaparecido)

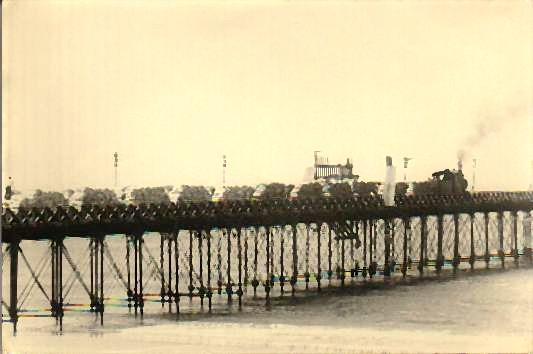
Tren pasando por el muelle de Pimentel.

Este ferrocarril privado de 43 km y línea angosta de 0,914 m, corría desde el puerto de Pimentel hasta las haciendas Pomalca y Pucalá, conectando varias plantaciones. Empezó en 1916. Todavía se pueden ver en Pimentel el muelle sin actividad y la vía de trocha angosta donde alguna una vez operó. Es un muelle muy largo que durante mucho tiempo operó como muelle para los pescadores artesanales de la zona y no se le daba ningún tipo de mantenimiento, lo que contribuyó a su deterioro. Sin embargo, gracias a la inversión del gobierno mediante el Plan Copesco, pudo restaurarse en su totalidad y ahora funciona como muelle turístico, el cual atrae a miles de turistas al año. Éste ferrocarril dejó de funcionar en octubre de 1983.

### FerrocarrilPimentel-Chiclayo-Lambayeque
(Desaparecido)
Línea empezada en 1873 y que en 1897 llegaba hasta Vista Alegre, de 24 km de extensión y 0,914 m de trocha. Dejó de circular completamente en 1975. En los últimos años fue reducido en su longitud y solo prestó servicio por la zona del muelle de Pimentel.

### FerrocarrilEten-Chiclayo
(Desaparecido)

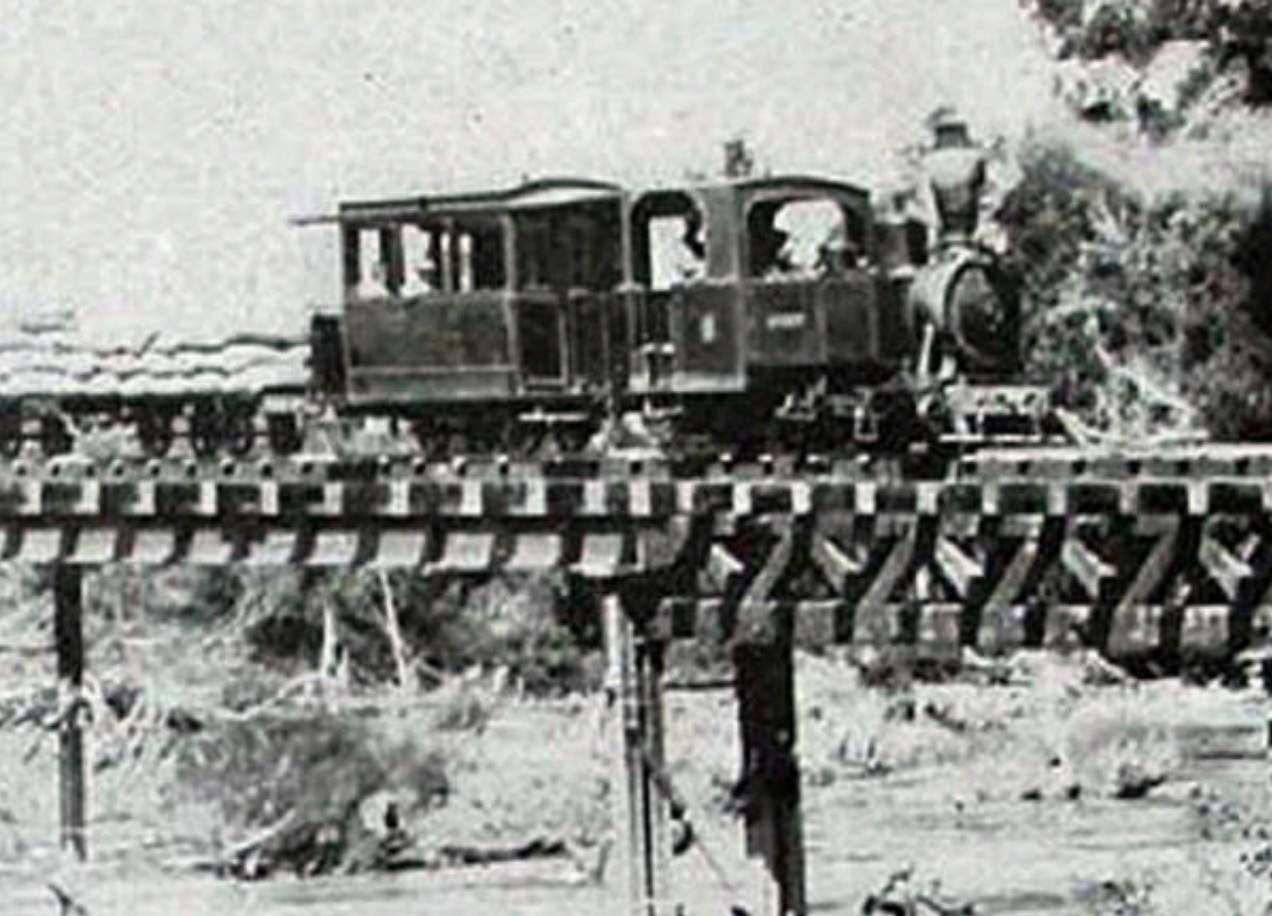
Tren pasando por la hacienda Tumán.

Una línea de trocha ancha (1,435 m) desde puerto Eten hasta Chiclayo con un ramal a Ferreñafe y otro de Chiclayo a Pátapo, que pasaba por las haciendas Pomalca y Tumán con un recorrido total de 67 km. Comenzó a operar en 1871, siendo el más antiguo del norte. Funcionó hasta 1965. Por algunos años más tan solo siguió operando el tramo desde la estación de Puerto Eten hasta el muelle. Hay una buena colección de locomotoras de vapor oxidadas y un autovagón diésel M.A.N de este ferrocarril particular perteneciente a la Empresa del Ferrocarril y Muelle de Puerto Eten. Por ley 15974, su material fijo y rodante fue entregado a las municipalidades de Chiclayo, Ferreñafe, Pimentel y Monsefú. Existen algunos viejos vagones de pasajeros y un autovagón, todos en muy malas condiciones. Están a cargo de la municipalidad, pero son responsabilidad del INC. Aquí también se puede ver un muelle abandonado.

### FerrocarrilEten-HaciendaCayaltí
(Desaparecido)

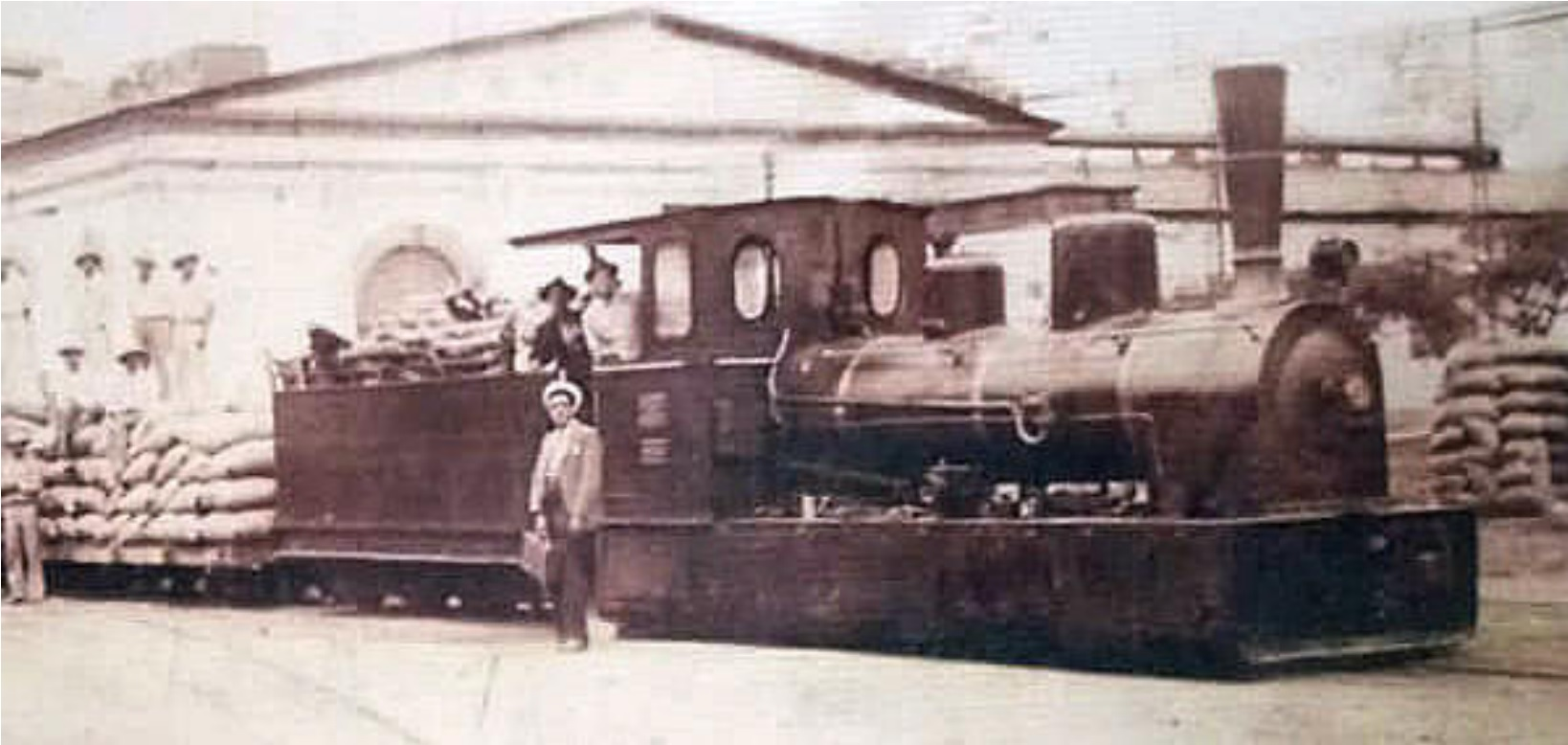
Locomotora dentro de la hacienda Cayalti.

Eten fue terminal de otro ferrocarril que conectaba el puerto con la Hacienda Cayaltí. Tenía 66 km de longitud y una trocha de 0,60 m. Funcionó desde 1904 hasta 1979. La línea cruzaba la Panamericana Norte en pleno desierto entre el puerto y la hacienda. Adquirieron muchas locomotoras de vapor Baldwin de segunda mano de los ferrocarriles petroleros de Piura. También tuvieron una locomotora diésel Plymouth de 6 ruedas, en la estación de Puerto Eten que conectaba con el ferrocarril Eten-Chiclayo. Por allá existió una tornamesa para ese ferrocarril de agricultura. Aquí la carga era transbordada al ferrocarril que operaba el muelle de Eten.

### FerrocarrilPacasmayo-Guadalupe-Chilete
(Desaparecido)
Este ferrocarril conectaba los departamentos La Libertad y Cajamarca. Originalmente diseñado para llegar hasta la ciudad de Cajamarca, sólo llegó hasta Chilete. Fue construido por Meiggs. Era de propiedad del Estado, aunque posteriormente pasó a ser administrado por la Peruvian Corporation. A pesar de estar inconcluso, era uno de los de mayor movimiento del norte. Su construcción se inició en 1871 por Ernesto Malinowsky, quien trabajaba para Meiggs. Llegó a Chilete en 1908. Tenía 105 km de extensión con un desvío de 26 km de San Pedro a Guadalupe. Su trocha era ancha de 1.435 m. Para bajar los gastos del servicio de pasajeros se compró algunos autovagones Walker (unidades articuladas y unidades simples). Prestó servicio hasta 1967. Por algunos años más tan solo siguió operando en la zona del puerto y su muelle. Actualmente la estación de Pacasmayo ha sido restaurada y transformada en un museo. En la parte posterior hay dos locomotoras en exhibición. En Chilete, al otro lado del recorrido, hay material rodante abandonado y deteriorándose.

### FerrocarrilPacasmayo-Guadalupe-Chepén–Chilete
(Desaparecido)
Este ferrocarril conectaba los departamentos de La Libertad y Cajamarca. Originalmente diseñado para llegar hasta la provincia de Cajamarca, solo llegó hasta Chilete. Una de las razones de que no se completara hasta la ciudad cajamarquina, es el hecho de que a partir de Chilete la gradiente es de 13 %, lo que resultaba demasiado para un ferrocarril.
Su historia empieza el 8 de marzo de 1870, cuando se abrió un concurso público para su construcción. La propuesta de un señor de apellido Barbe fue la ganadora. En julio de 1870, la concesión fue transferida a los señores García y Zamata. Muy poco progreso se hizo y el gobierno decidió contratar el 13 de diciembre de 1870 a Henry Meiggs para su terminación.
Su construcción se inició en 1871 por Ernesto Malinowsky, quien trabajaba para Meiggs. En 1874 las secciones Pacasmayo-Guadalupe y Capasnique-Chilete fueron abiertas al tráfico.
En 1877, unas inundaciones destruyeron mucho de la línea, estando así a comienzos de la guerra con Chile. Era de propiedad del Estado. Posteriormente pasó a ser administrado por la Peruvian Corporation. A pesar de estar inconcluso, era uno de los de mayor movimiento del norte, transportaba minerales y productos agrícolas. Fue reconstruido hasta a Chilete en 1908. Tenía 105 km de extensión con un desvío de 26 km desde Calasnique a Guadalupe que pasaba por las haciendas de Verdún, San José y Chepén. Su trocha era ancha de 1.435 m. Prestó servicio hasta 1967.
Estaciones de la línea principal: Pacasmayo 0, San Pedro 8, Calasnique 16, Tecapa 21, Tolón 37, Ventanillas 42, Pay Pay 46, Gallito 51, Montegrande 55, Tembladera 62, Yonán 65, Quiden 83, Llallén 94, Mónica 97 y Chilete 105. Estaciones desvío a Guadalupe: Calasnique 16, San José 18, Cultambo 22, Chafán 25, Limoncarro 27, Cerrillo 29, Talambo 34, Chepén 38 y Guadalupe 42.7.
El recordado tren fue una las vías de comunicación que lanzó a Chepén hacia el desarrollo comercial. Cientos de pequeños agricultores trasladaban sus productos de chacras o huertas hacia la ciudad. Llegaban de todas las haciendas del valle y de caseríos de Cajamarca. El periodista Oscar Miguel Deza Gallardo recuerda que este servicio era rápido, alegre, económico y, a veces, peligroso. Era parte del paisaje ver a hombres y mujeres trasportando los mangos, ciruelas, maíz, zapallos, camote, etc. hacia la ciudad. Los huertos de la Morana, Calera Baja y Huabal eran grandes productores de la época. También las ferias patronales de los pueblos parecían cercanas unas a otras.
Era fácil trasladarse a Talambo el 1 de enero o el 8 de diciembre a Guadalupe. Familias enteras se movilizaban para rezar al Santo Patrón o Virgen, ver buen fútbol, comer picarones o ir al baile de la feria. El tren fue un medio integrador del Valle Jequetepeque, termina diciendo Deza Gallardo.

### FerrocarrilPuerto Chicama(Malabrigo)-Valle de Chicama
(Desaparecido)
Red ferroviaria que servía a varios complejos azucareros del valle del río Chicama, como Casa Grande, Sausal, Roma, Chiclín, Chicama y otros. De propiedad de la Sociedad Agrícola Casa Grande que después se transformaría en Empresa Agrícola Chicama. Era administrado por Gildemeister y Co. De trocha angosta 0,914 m y una extensión de 194 km, incluía desvíos y otros servicios. Empezó en 1915 desde Malabrigo. Mediante el ferrocarril Ascope-Trujillo quedaba interconectado a esta ciudad. Llegó a tener hasta 16 locomotoras, incluyendo 5 diésel (1 Plymouth de 30 t y 4 Ruhrtaler), 3 vagones de pasajeros y la sorprendente cantidad de 974 vagones de carga. Las últimas cifras que hemos hallado, muestran que en 1950 transportó un total de once millones de toneladas. Fue reduciendo su operación con el tiempo y reemplazado por otros medios. La reforma agraria de 1969 afectó al complejo Chicama y el ferrocarril terminó por desaparecer. Desde 1969 hasta 2013 tan solo prestó servicio en la zona del puerto de Chicama y su muelle. Con la destrucción del muelle, recién fue suspendido ese servicio.

### Ferrocarril interno de la HaciendaCartavio
(Desaparecido)
Servía exclusivamente a la hacienda Cartavio en el departamento de La Libertad, al norte de Trujillo. Era propiedad de una empresa estadounidense, con un recorrido de 26 km y una trocha de 0,914 m. Empezó a operar en 1906. Estaba conectado con el ferrocarril del valle de Chicama. Llegó a tener 7 locomotoras y 200 vagones.

### FerrocarrilAscope-Trujillo-Salaverry
(Desaparecido)
Empezó a operar alrededor de 1875. Conectaba Ascope con Trujillo y el puerto de Salaverry al sur de la misma, con un total de 76 km de extensión, de trocha angosta 0,914 m. Perteneció inicialmente al Estado. Tenía un ramal Trujillo-Laredo-Galindo-Menocucho de 53 km, abierto en 1896, y otro de Ascope a Chocope de 24 km de 1876. Lo construyó Pedro Telmo Larrañaga. Adquirieron dos autovagones articulados Walker. Su línea fue abandonada progresivamente hasta 1966. Lo administraba la Peruvian Corporation. Trujillo también tenía un ferrocarril de 14 km que iba hasta Huanchaco, abierto en 1914 y cerrado en 1920. Existió además un ramal Huanchaco-Tres Palos de 34 km en servicio entre 1898 y 1920. El 5 de julio de 1953, ocurrió un accidente con un autobús que transportaba a jugadores del Club Juan Aurich.

### Ferrocarril HaciendaRoma
(Desaparecido)
Red ferroviaria interna de la hacienda Roma al norte de Chicama de 53 km de líneas y una trocha de 0,914 m. Estaba unido al ferrocarril del valle de Chicama. Era propiedad de los Larco Herrera.

### FerrocarrilChimbote-Tablones-Huallanca
(Desaparecido)
Este es uno de los ferrocarriles de más interés para su estudio. Originalmente fue planeado para servir a todo el Callejón de Huaylas, uniendo Chimbote y Recuay con un total de 265 km. Se empezó en 1872 a cargo de Meiggs. Fue inaugurado en 1876 hasta Tablones. Se construyó hasta Huallanca y nunca llegó más allá. Alcanzó este pueblo en 1912, siendo su recorrido total 170 km. En su construcción participaron al comienzo casi exclusivamente braceros chinos. Durante la Guerra del Pacífico, los soldados chilenos al mando de Lynch lo utilizaron para destruir la hacienda Palo Seco de Dionisio Derteano, destrozando 7 locomotoras y después la propia vía.
Este tren se inició como privado, después fue propiedad del Estado y posteriormente lo administró la Peruvian, la cual lo vendió en 1943 a la Corporación Perú del Santa, entidad paraestatal. Tenía una trocha de 0,914 m y un total de 42 túneles, un número impresionante para su recorrido. Operaba locomotoras Baldwin 280. Poseía un pequeño ramal de Chuquicara a La Galgada de 29 km, inaugurado en 1921 y proyectado hasta Cajabamba. Ya al principio de la década de 1950 se compraron 4 locomotoras diésel Porter y 2 locomotoras diésel Ruhrtaler para maniobras en el puerto de Chimbote. El ferrocarril fue completamente abandonado después del terremoto de 1970, que causó gran daño a la línea (60%). A pesar de que transportaba una cantidad apreciable de carga, especialmente carbón para la siderúrgica y pasajeros, no fue reconstruido. Restos de locomotoras se pueden ver en exhibición en el Vivero Forestal de Chimbote. Sus terraplenes han sido convertidos en una carretera que utiliza sus múltiples túneles. La estación principal de Chimbote es ahora un mercado. Pocos años antes del terremoto modernizaron el material rodante y compraron dos locomotoras ALCO/MLW y un autovagón Kinki/Sharyo.

### FerrocarrilSamanco-Nepeña
(Desaparecido)
Servía a las haciendas del valle del Nepeña al sur de Chimbote, especialmente San Jacinto. Tenía algunos ramales, como Agua Hedionda, Mitán, Moro y Vesique, con 47 km de longitud y trocha de 1,060 m. Entró en servicio en 1920 y existe algún material en Samanco.

## Los ferrocarriles del centro del Perú y deLima

### Ferrocarriles azucareros delnorte de Lima
(Desaparecidos)
En la actual provincia de Barranca existieron varios ferrocarriles para las haciendas azucareras, como Supe-San Nicolás, de 5 km de longitud y trocha de 1,070 m; Pativilca-Paramonga de 7,5 km; Supe-Barranca–Pativilca de 11 km y Barranca–Alpas de 42.8 km, estos últimos de 60 km, que hacían un total de 52 km y que fueron construidos entre 1899 y 1913. A partir de 1928 quedaron empalmados con el ferrocarril del Noroeste.

### Ferrocarril Playa Chica-Las Salinas
(Desaparecido)
Servía para la extracción de sal al sur de Huacho. Abierto en 1873 con trocha de 1 m y 10 km de extensión. Quedó por un tiempo empalmado al ferrocarril del Noroeste. Dejó de operar en 1920.

### FerrocarrilChancay-Huaral-Hacienda Palpa
(Desaparecido)
Empalmado al ferrocarril Lima-Ancón-Chancay hasta antes de la guerra de 1879 y abierto en 1875, pertenecía a la Empresa Agrícola Palpa, que también operaba el muelle de Chancay. Tenía un recorrido de 29 km y 1 metro de trocha. Fue destruido por tropas chilenas, posteriormente fue reconstruido y abandonado alrededor de 1920.

### FerrocarrilLima-Ancón-Chancay
(Desaparecido)

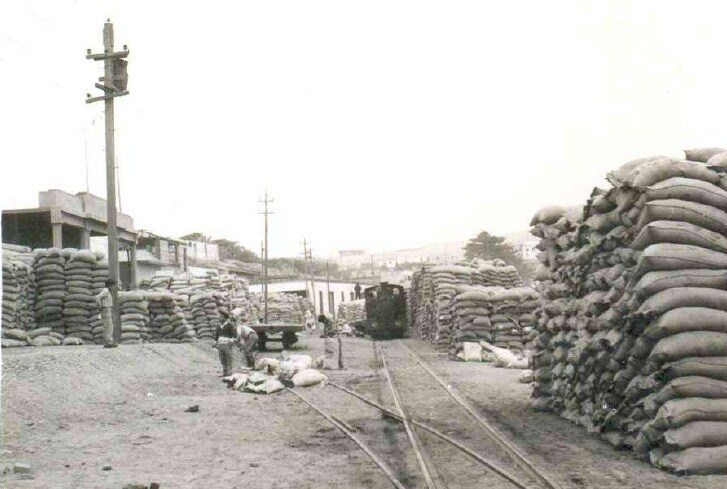
Tren en el puerto de Huacho

El ferrocarril inició hacia 1867 como el proyecto del ferrocarril Lima-Huacho. La primera etapa puesta en funcionamiento a comienzos de 1870 fue la sección Lima-Ancón de 42 km y trocha ancha de 1,435 m. Fue obra de Waldo Graña. A finales de ese mismo año se inauguró la sección Ancón-Chancay, siguiendo el trazo del peligroso tramo llamado Pasamayo. En Chancay empalmaba con el tren a Huaral y Palpa. La guerra de 1879 y la naturaleza destruyeron la sección Ancón-Chancay, que por los bombardeos de la escuadra chilena y el viento fue cubierta de arena. La sección Lima-Ancón, que no fue afectada, quedó a partir de 1890 a cargo de la Peruvian Corporation como un ramal del Ferrocarril Central. En Ancón tenía un desvío de 7 km hasta Polvorín, abierto en 1953. Estaba unido en Lima al ferrocarril Central mediante un puente diagonal sobre el río Rímac, que lo conectaba con la estación de Desamparados y cuyos pilares aún se ven. Originalmente, la estación estaba en la margen derecha del Rímac entre las calles Tajamar y Cabezas, hoy Virú, a la que se llegaba pasando un puente llamado La Palma desde el jirón Rufino Torrico. La línea seguía casi el trazo de la avenida Túpac Amaru, luego por la avenida Metropolitana y por Comas se desviaba a la actual autopista a Ancón (Panamericana Norte). Quedó abandonada en 1964, cuando la Peruvian Corporation suspendió definitivamente el tráfico. Quedan también algunos pilares del puente sobre el río Chillón, un túnel que pasa por debajo de la autopista a Ancón, la estación en este balneario, algunos terraplenes, además de los referidos pilares sobre el Rímac.

### Ferrocarril del Noroeste del Perú
(Desaparecido)

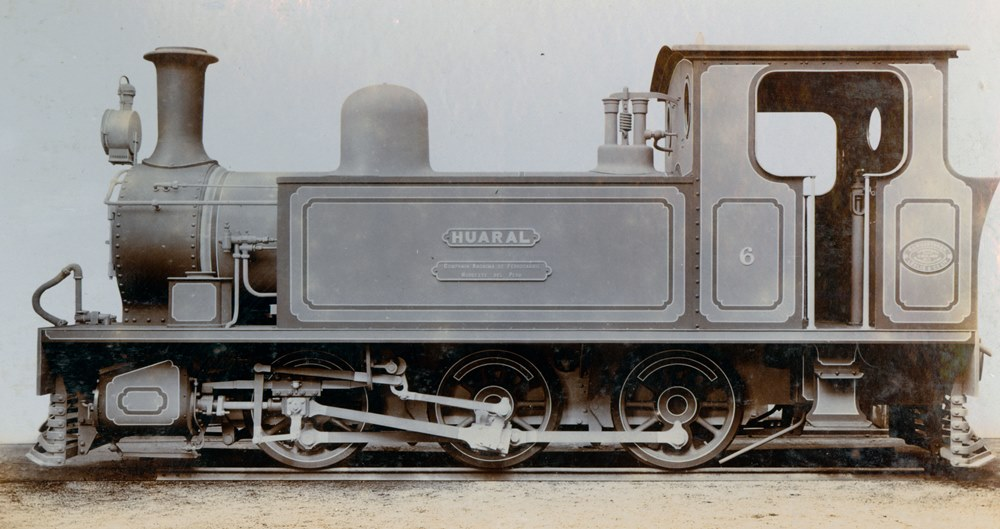
Locomotora "Huaral" usada en el Ferrocarril del Noroeste.

No hay que confundir este ferrocarril con el Lima-Ancón. Aunque originalmente ambos fueron parte del proyecto de unir Lima con Huacho, este ferrocarril no formó parte del anterior. Se inició en el siglo XX con la vieja idea de construir una vía férrea hasta Huacho en la provincia de Chancay. Se firmó un contrato con una compañía estadounidense, Northwestern Railway of Peru, la misma que comenzó los trabajos en 1909. Se hizo un nuevo tramo y se abandonó la sección de Pasamayo por peligrosa, construyendo la línea por la actual variante de Pasamayo a pesar de su gran pendiente. Se dispuso por ley 470 construir desde Lima el trazo, pero por la existencia del ferrocarril Lima-Ancón y mediante la ley 1530 se modificó esta idea. Probablemente la Peruvian presionó para proteger sus intereses. Aunque las leyes 2912 de 1918 y 4131 de 1920 autorizaron a extender el trazo hasta Lima, no se concretó. La línea tenía una extensión total de 194 km, incluyendo ramales y desvíos con trocha de 0,914, lo que la hacía incompatible con la de Lima-Ancón de 1,435 m. La compañía constructora no cumplió con los plazos establecidos en el contrato y la línea revirtió al Estado.
El ferrocarril partía de Ancón, de donde se podía hacer transbordo del de Lima, seguía a Huaral con un ramal a Chancay de 13 km, pasaba por Las Salinas y llegaba a Huacho. Se terminó hasta aquí en diciembre de 1911. De Huacho había otro ramal de 56 km a Sayán, abierto en 1912. Hasta 1920 fue administrado por la Peruvian. En 1928, mediante un tramo adicional de 46 km, quedó conectado con Supe y Barranca. En esta zona operaban líneas que servían a la industria azucarera, como Supe-San Nicolás, Pativilca-Paramonga y Supe-Barranca-Pativilca, con las que quedó empalmado. Llegó a tener 21 locomotoras, 52 vagones de pasajeros y 200 vagones de carga, traía entre otras cosas sal a Lima. Fue el único ferrocarril extenso que corría paralelo a la costa, lo llamaban el ferrocarril costero. Su sede principal estaba en Huacho, además de su maestranza y factoría. Se paralizó en 1960 el tramo Huacho-Barranca y el resto en 1964. El material rodante útil pasó a formar parte de las líneas Huancayo-Huancavelica y Cuzco-Santa Ana. Existen algunas trazas, como un puente sobre el río Huaura y la estación en Huacho. El presidente Balta dispuso en 1869 la construcción del ferrocarril Huacho-Sayán como parte del que finalmente llegaría a Cerro de Pasco, siendo esta la ruta más corta para sacar los minerales de esta última zona al mar. Nunca se materializó el proyecto. Con el producto de la subasta del restante material utilizable se mejoraron otras vías del Estado, según ley 15663.

### Ferrocarril Central del Perú
(Operando)

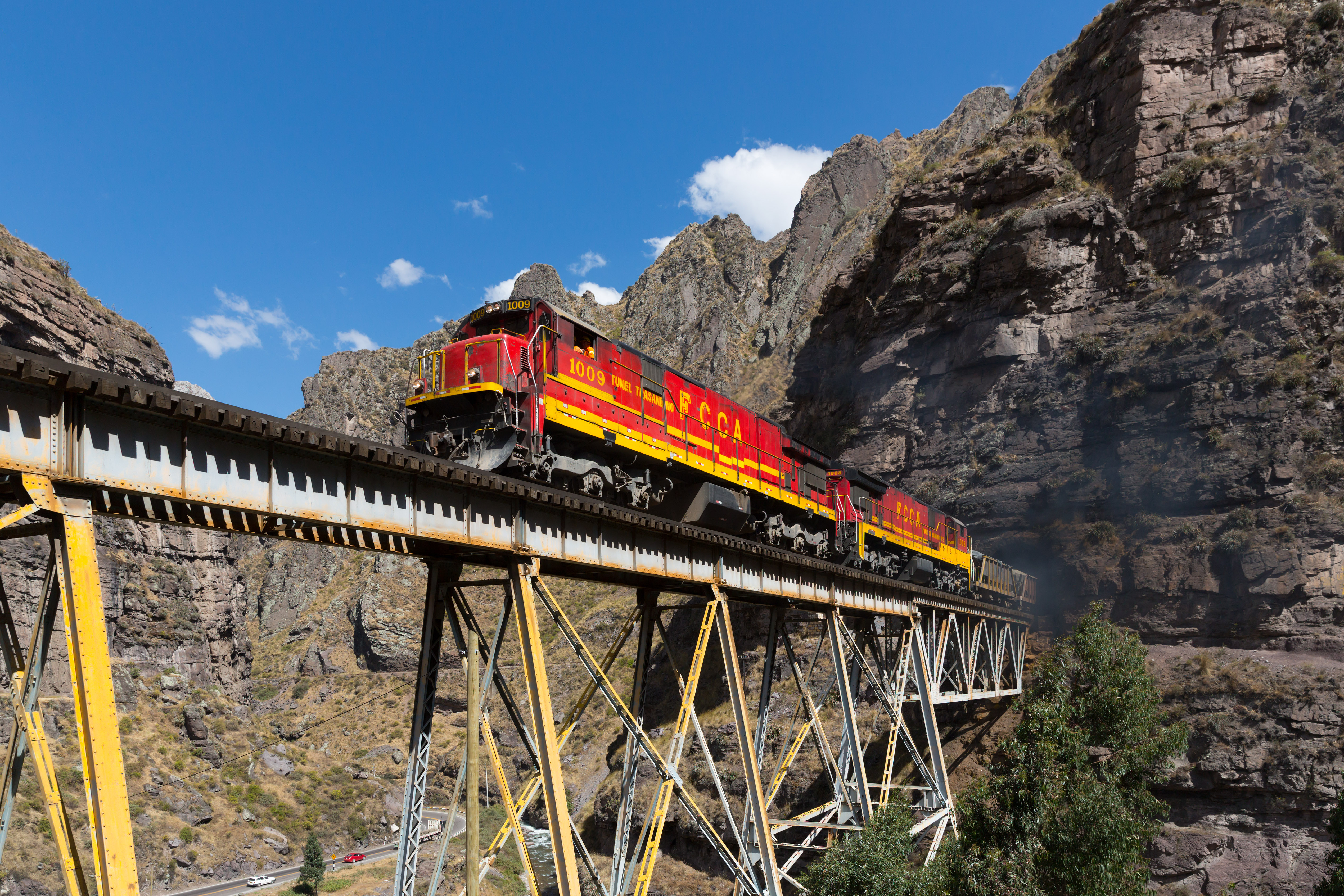
Locomotora del Ferrocarril Central

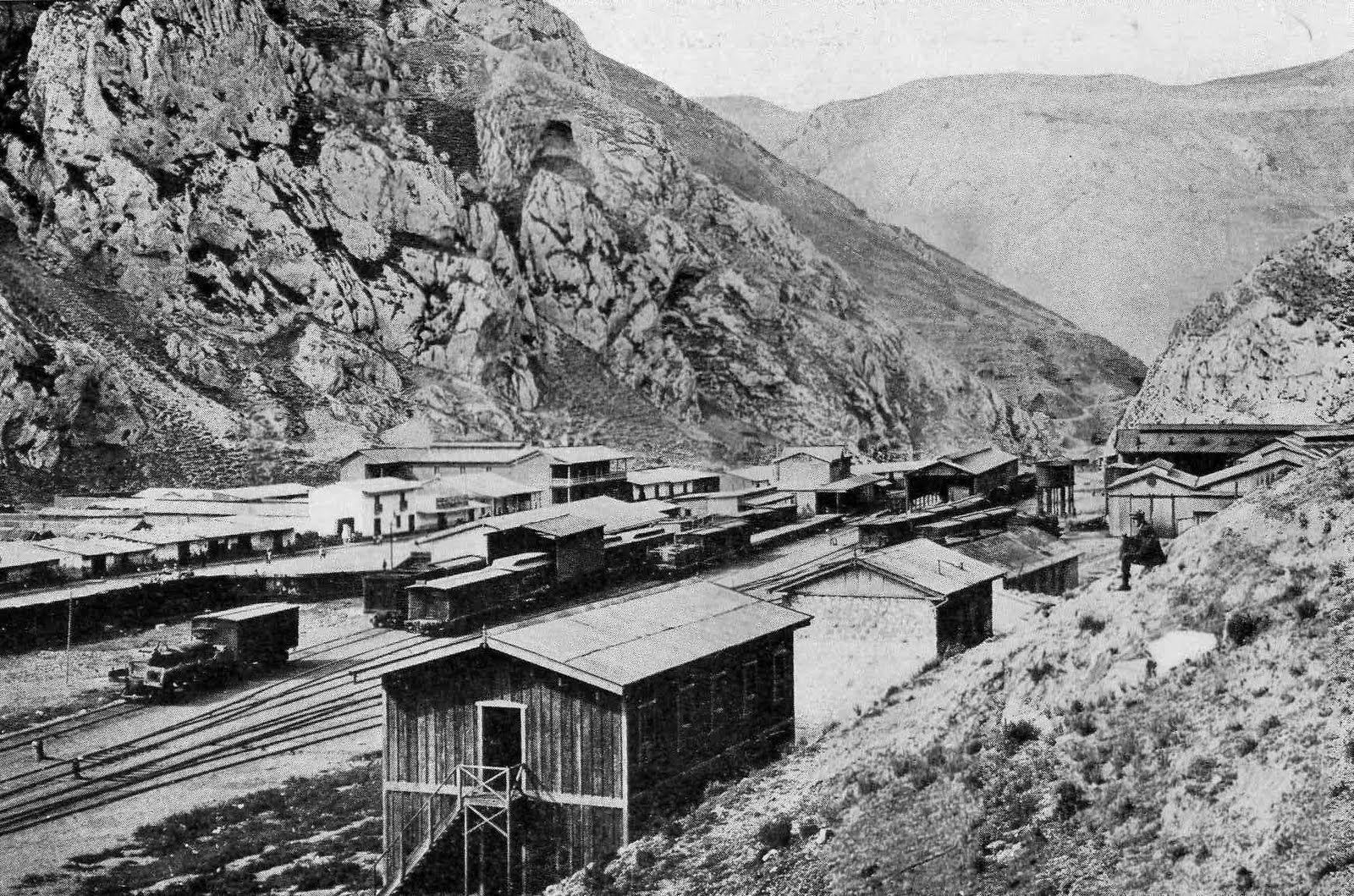
Estación central de La Oroya en 1921.

Una de las dos grandes líneas férreas que existen actualmente en el Perú. Empieza en el Callao con una trocha estándar de 1,435 m y una extensión de 535 km. Es conocido por ser el segundo ferrocarril más alto del mundo. Llega a La Oroya, donde se divide hacia el norte y hacia el sur con una serie de ramales. Alcanza Cerro de Pasco y Huancayo. Actualmente es operado por Ferrovías Central Andina. Esta línea fue originalmente proyectada como el ferrocarril a La Oroya, y sus estudios de factibilidad se remontan a 1859. El contrato de construcción se firmó en 1869 junto con el tren de Arequipa a Puno con Enrique Meiggs. El primero de enero de 1870 se comenzó a construir la estación de Monserrate. El ferrocarril siguió la ruta del río Rímac hasta Chosica. En agosto de 1875, la línea llegaba a Chicla cerca de Matucana a 142 km del Callao. Allí se detuvo por un tiempo debido a la falta de financiación y a la guerra con Chile. Terminada la guerra, el país quedó arruinado y devastado. Hubo que iniciar la tarea gigantesca de restañar heridas y restaurar lo destruido por el invasor, que era mucho. Imposibilitado por sí solo de reconstruir y continuar sus ferrocarriles, Perú firmó en 1889 el denominado contrato Grace con el ciudadano inglés Michael Grace, mediante el cual éste se hacía cargo de reparar y completar las líneas. A cambio recibiría tres millones de toneladas de guano, pagos en efectivo y la concesión de los ferrocarriles del Estado por 66 años. En 1890 Grace constituyó en Londres la Peruvian Corporation, que se hizo cargo de operar los ferrocarriles por 77 años, aunque luego se rebajó a 66. En 1891 la corporación creó 7 subsidiarias. Con posterioridad a 1890, la línea se continuó a cargo de Ernesto Malinowsky, llegando a La Oroya en 1893 tras vencer un sinnúmero de obstáculos entre todos los puntos que une en la sierra central. Llegó a Huancayo en 1908. Tiene 61 puentes y 65 túneles, muchos de los cuales son verdaderas obras maestras. Por la ley 6281 de 1928, se le cedió a la Peruvian los ferrocarriles del Estado a perpetuidad que debía usufructuar por solo 66 años, según los contratos de 1890 y 1907. Estos fueron: Paita-Piura, Pacasmayo-Guadalupe-Chilete, Salaverry-Trujillo-Ascope, Chimbote-Huallanca, Pisco-Ica, el Ferrocarril del Sur y el Ferrocarril Central.
La Empresa Peruvian Corporation operó el Ferrocarril Central del Perú desde 1890 hasta el 1 de enero de 1973, que fue expropiada por el presidente Juan Velasco Alvarado durante su gobierno. Después de ese periodo se creó la Empresa Nacional de Ferrocarriles "E.N.A.F.E.R" que operó hasta julio de 1999.
El 20 de septiembre de 1999 se hizo cargo del Ferrocarril Central del Perú la empresa Ferrovías Central Andina, con una concesión a 30 años.
Ferrovías Central Andina logra para el año 2009 que se le extienda la concesión a 10 años más con un compromiso de inversión.
La empresa Ferrovías Central Andina del Perú se dedica al transporte de carga, mientras que el Ferrocarril Central Andino del Perú es una empresa destinada al transporte turístico de pasajeros. Esta operadora está vinculada a Ferrovías Central Andina.
Luego del año 2010, Ferrovías Central Andina empieza a reemplazar los antiguos rieles, que eran de 80 libras por yarda, por otros de 115 libras por yarda para el tramo de 222 kilómetros que va desde el Callao a La Oroya. Adicionalmente la empresa construye un gran taller de 4900 metros cuadrados, dejando parte del terreno que ocupaba antiguamente en el Callao.
En 2015, Ferrovías Central Andina decide invertir 40 millones de dólares en 150 vagones de carga, además de terminar con las modificaciones de 8 locomotoras General Electric C-39. Se espera próximamente la construcción de un túnel transandino que permita el transporte de carga y pasajeros en ferrocarril en solo 3 horas y media.
Se planificó para la década de 2020 entre en funcionamiento el tren de cercanías Lima-Chosica, aprovechando parte del recorrido del Ferrocarril Central del Perú. Inicialmente se usaría parte del material rodante que iba a ser destinado al Metro Wanka, pero fue descartado. En su lugar, se usará material rodante ofrecido por la empresa estadounidense Caltrain. El tren Lima-Chosica contará con 14 paraderos, cuatro de ellos estaciones, en toda la ruta y tendrá acogida para 806.000 pasajeros cuando esté debidamente implementado.
Locomotoras y autovagones:
- GE C39-08:  8,  n.º 1014, n.º 1016, n.º 1017, n.º 1018, n.º 1019, n.º 1020, n.º 1021 y n.º 1022. Potencia: 3900 HP.
- GE B39-E8:  2,  n.º 1005 y n.º 1006. Potencia: 3900 HP.
- EMD SD40-2:  3,  n.º 1023, n.º 1024T (una con radiador remodelado) y una SD-40 adquirida años atrás en proceso de reparación (n.º 1025). Potencia: 3000 HP.
- GE C39-8P:   8,  n.º 1012 (recientemente modificada), n.º 1026, n.º 1027, n.º 1028, n.º 1029, n.º 1030 (ex Conrail, pintada de azul en tributo a la desaparecida compañía Conrail), la n.º 1031 y n.º 1032. Modificadas en el Perú para atravesar sin problemas los túneles entre Matucana y Galera. Potencia: 3900 HP.
- GE C30M-3:   2,  n.º 1001 y n.º 1003. Modificadas por Locomotoras San Luis en México. Potencia: 3000 HP.
- GE C30-7PA:  4,  n.º 1007, n.º 1008, n.º 1009 y n.º 1010. Modificadas en el Perú para atravesar mejor los túneles entre Matucana y Galera. Potencia: 3900 HP.
- MLW DL532B: 3,    n.º 412 (inactiva), n.º 413 (inactiva) y n.º 415.
- EMD GR12:  2,   n.º 533 y n.º 801 (con cabina remodelada). potencia: 1310 HP.
- EMD JT26CW-2B:  3,  n.º 701, n.º 702 (restaurada en junio de 2020) y n.º 705. Potencia: 3000 HP.
- EMD GM C22CW:   2,    n.º 538 (en desuso) y n.º 539. Potencia: 1500 HP.
- MLW ALCO-DL560: 1,  n.º 608. Potencia: 2400 HP.
- Locomotora a vapor Beyer-Peacock n.º 206 (en desuso).
- Autovagones DUEWAG AG: 3,  (ex Metro Wanka, ahora para el proyecto del tren Lima-Chosica).
- GE C40-8W:   2,  (ex-CSX) recibidas en mayo de 2020. Potencia: 4000 HP.
- Locomotoras retiradas de servicio y adquiridas después del año 2000: GE C30M-3: 3,  n.º 1000, n.º 1002 y n.º 1004. GE C36-7PA: 1, n.º 1011. GE C39-8: 1,  n.º 1015.

### Ferrocarriles de laCerro de PascoCopper Corporation
(Operando)
Hasta antes de la creación de Centromin y la nacionalización, la parte del ferrocarril Central, entre La Oroya y Cerro de Pasco, pertenecía a la minera Cerro de Pasco Corporation, con el nombre de Cerro de Pasco Railway. Llegó a Cerro de Pasco en 1906. Tiene 152 km de recorrido, de un desarrollo total de 314 km que poseía la empresa.

### Ferrocarril minero deCerro de Pasco
(Destruido)
Ferrocarril que unía y daba servicio a varias empresas mineras establecidas en Cerro de Pasco antes de 1879, con un total de 30 km de 1,076 m de trocha. No tenía comunicación ferroviaria con la costa. Fue completamente destruido durante la guerra con Chile. Algunas líneas fueron reconstruidas por la Cerro de Pasco Corporation y otras empresas.

### FerrocarrilLima-Lurín
(Desaparecido)
Este desaparecido ferrocarril fue parte del intento de unir Lima con Pisco, que data de 1868. Después de la guerra con Chile surgió la necesidad estratégica de dotar a la zona sur de Lima de un medio de transporte de tropas que impidiese o por lo menos estorbase el desembarco de un ejército enemigo. El ferrocarril a Lurín era la primera etapa del que luego llegaría a Chilca, Mala, Cañete y finalmente a Pisco. El gobierno promulgó sendas leyes en 1888, 1889, 1895 y 1901, pero no hubo interesados y el ferrocarril a Pisco nunca se construyó. El ferrocarril a Lurín fue iniciado por cuenta del Estado en 1913 como el primer tramo de la línea Lima-Chilca de 75 km y abierto al tráfico en 1918, cuando ya habían pasado los temores de una nueva invasión. Hasta 1932 estuvo administrado por la Peruvian. Tenía su estación en el jirón Amazonas cerca de Viterbo. Su trocha era de 0,914 m con un recorrido total de 48 km. Operaba en su mejor momento 2 locomotoras American Works 282. Partiendo del referido jirón, seguía por la calle Rivera y Dávalos, después por el Jr. Junín junto al cuartel Barbones, de allí pasaba junto al cerro El Agustino, calles Garcilaso de la Vega y Ollanta, atravesaba Nicolás Ayllón por la calle Manuel Echandía, cruzaba Nicolás Arriola sobre un puente y tomaba todo lo que hoy es la Av. Circunvalación y la Panamericana Sur, hasta la altura de la Av. Alfredo Benavides; doblaba por la actual Av. La Rosa Lozano y seguía por la Av. Salvador Allende en San Juan de Miraflores y Villa María del Triunfo. Desde allí, por la Tablada de Lurín hasta el campamento de Atocongo cerca de la fábrica de cemento, llegaba a José Gálvez y seguía por la Av. Ferrocarril hasta las Lomas de Lúcumo, pasaba el río Lurín sobre un puente de 52 m y llegaba al pueblo de Pachacamac y desde ahí a Lurín. Su mayor carga era el material extraído de la cantera de Atocongo, que traía hasta la antigua fábrica de cemento de Maravillas. La estación inicial se pudo ver hasta que un alcalde limeño decidió demolerla y usar el terreno como feria comercial. Las estaciones de Pachacamac y de Lurín todavía se pueden ver y sirven como vivienda. Poseía 11 estaciones. Queda también el pequeño puente sobre el trébol del Pino. Dejó de operar en 1963, increíblemente por falta de ingresos. Si actualmente existiera, transportaría una enorme cantidad de pasajeros. Lo mismo puede decirse del tren a Ancón. El dinero de la venta de su material utilizable se destinó a mejorar otras líneas del Estado.

### FerrocarrilLima-Callao
(Desaparecido)

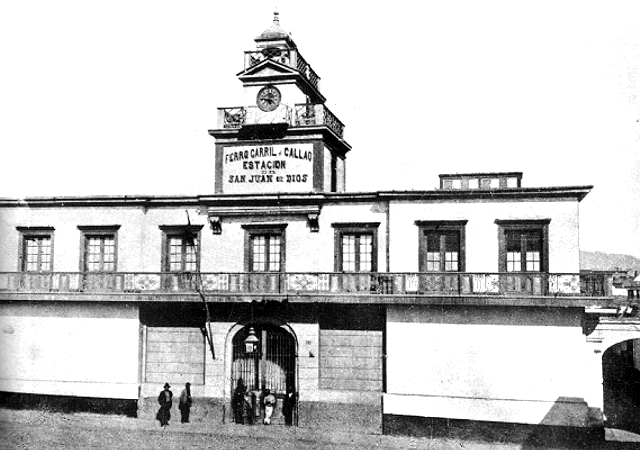
Antigua estación San Juan de Dios

Este es el primer ferrocarril que se construyó en el Perú y el primero en Sudamérica que permitió conectar ambas ciudades en 28 minutos. Sus inicios se remontan a 1833, cuando el gobierno de Luis José de Orbegoso publicó un aviso en el periódico El Conciliador (nombre que por algún tiempo llevó El Peruano) convocando a su construcción. Sólo se presentó un postor, Tomás Gill. El gobierno aprobó su propuesta el 20 de marzo de 1834, pero la obra no dio comienzo. Su construcción, dispuesta por Ramón Castilla el 14 de noviembre de 1845, inició la era de los ferrocarriles en el país. Las bases y condiciones se aprobaron en diciembre de 1848, otorgándoseles la concesión a los empresarios Pedro Gonzales Candamo y Vicente Oyagüe y hermano. En la construcción participaron presidiarios. Once meses después de empezados los trabajos, en 1850, los trenes hicieron el recorrido entre la estación de San Juan, una antigua iglesia y convento que fueron demolidos, en la actual plaza San Martín, y la estación del Callao que quedaba en la moderna plaza Grau del puertoː era el 17 de mayo de 1851. Partía de la referida plaza San Martín, que se llamaba de la Mincheo, seguía por el jirón Quilca, continuaba por Zorritos y después por la Av. Colonial, hacía su entrada al Callao por la calle de la Condesa, hoy Av. Buenos Aires, hasta detrás de la Fortaleza Real Felipe que servía de aduana, con el que tenía dos ramales construidos en 1852, llegando al terminal del puerto. Uno de los mayores negocios ferrocarrileros de su época, a pesar de sólo tener 15 km de recorrido, con una trocha de 1,435 m. El costo fue de 550 000 soles y producía 400 000 soles anuales de ingresos. Entre 1851 y 1860 transportó un total de seis millones de pasajeros, es decir, más de tres veces la población del país en ese tiempo. Al construirse la plaza San Martín en la década de 1920, la estación pasó a estar entre los jirones Quilca y Chota, calle San Jacinto, y el nombre se cambió a ferrocarril de carga al Callao de la empresa The Lima Railways, formada en 1865. Tenía 8 estaciones, una de ellas en La Legua y dos ramales, uno a La Punta (1903) y otro a Bellavista (1897). Fue electrificado en 1907 y desapareció a finales de la década de 1930. El tranvía inaugurado en 1904 lo afectó, ya que seguían casi el mismo recorrido. Para agudizar más la competencia, se instaló en 1905 un segundo tranvía que llegó hasta La Punta en 1906, recorriendo 17 km. Todavía pueden verse restos de su línea en algunas áreas de la zona industrial de Lima. Un nuevo sistema ferroviario sería aplicado en la línea 2 del Metro de Lima y Callao.

### FerrocarrilLima-La Magdalena
(Desaparecido)
Contrastando con el éxito del ferrocarril al Callao, la primera línea a La Magdalena fue un fracaso. Inaugurada en 1875, con 6 km de recorrido y 1,05 m de ancho de vía, se suspendió en 1878. Se reanudó en 1886 y en 1899 fue abandonada y quedó en un estado deplorable. Era propiedad de Bichon y Guibert. La estación estaba en la primera cuadra de la Av. Bolivia, a un costado de la antigua Penitenciaría, actual Centro Cívico. Seguía por la avenida referida hasta encontrarse con Tingo María, pasaba la Plaza de la Bandera y continuaba por Sucre, de allí por la calle Independencia hasta llegar a la Magdalena Nueva (Magdalena del Mar). En 1899 expiró la concesión. En 1901 se abrió una segunda línea a la Magdalena que partía de la plaza San Martín siguiendo por Quilca, Alfonso Ugarte y la Av. Brasil. Tenía 5,3 km de longitud y trocha de 1,435 m. El servicio estaba a cargo de la empresa que operaba el tren inglés al Callao y el de Chorrillos, llamada Compañía del Ferrocarril Urbano de Lima. Fue convertido en tranvía eléctrico.

### FerrocarrilLima-Chorrillos
(Desaparecido)
El tercer ferrocarril construido en Perú, después de los Lima-Callao en 1851 y Tacna-Arica en 1856. Se inauguró en 1858 y fue el segundo en la capital. Su extensión era de 15 km y la trocha de 1,435 m. Lo llamaban Ferrocarril inglés a Chorrillos. Los trabajos se iniciaron en noviembre de 1856 y, como hemos mencionado, en 1858 empezaron a circular los trenes. El costo de la obra fue de 350 000 soles. El contrato fue firmado entre el Estado Peruano y los señores Felipe Barreda y Hermanos el 9 de enero de 1857. La estación inicial, llamada Encarnación, se hallaba en la plaza San Martín en la calle Pacae (jirón Carabaya) y tenía conexión en la estación San Juan de Dios (actual plaza San Martín) con el tren que iba al Callao. Su recorrido hacia Chorrillos seguía la actual Vía Expresa, hasta la altura de Javier Prado, donde seguía por la Av. República de Panamá y la calle Dionisio Derteano, continuaba por Recavarren y otra vez con el Paseo de la República a la altura del puente Angamos aproximadamente. En Miraflores había una estación y un pequeño tranvía eléctrico que llegaba hasta la calle Balta. A la altura de Benavides, el trazo se desviaba a la zona llamada Tejada. Cruzaba la plaza Balta, de allí por la Av. Bolognesi (Antigua Panamericana Sur). En Barranco había otra estación. Entraba a Chorrillos por la Av. Panamá, tomaba la calle Ferrocarril y la Av. Alejandro Iglesias o Alfonso Ugarte, al término de la cual tenía su paradero final y principal. Tuvo un desvío hasta la hacienda Villa. Influyó en el desarrollo de Miraflores y Barranco. Se utilizó intensamente para el movimiento de tropas durante la invasión chilena de 1881. Tenía unos ingresos anuales de 110 000 soles como promedio, era, pues, rentable. El tranvía eléctrico empezó en 1904 y por algún tiempo funcionaron simultáneamente tres vías a Chorrillos: dos tranvías eléctricos, uno de las Empresas Eléctricas Asociadas, que operó hasta 1965, y otro de la Compañía Nacional del Tranvía Eléctrico, que trabajó hasta 1910, más el ferrocarril a vapor que fuera electrificado para carga en 1907. Desapareció en la década de 1930. A partir de 1934, la Lima Light, Power & Tramway Co., nombre en inglés de Empresas Eléctricas Asociadas, se convirtió en Lima Light & Power Co, y el tranvía a Chorrillos fue transferido a la Cía. Nacional de Tranvías, empresa del Estado.

### El ferrocarril Decauville
(Provisional)
Durante la construcción de la Penitenciaría de Lima (1856-1860) a cargo de Mariano Felipe Paz Soldán, funcionó entre dicho edificio y el cerro San Bartolomé un ferrocarril tipo Decauville, línea portátil y estrecha, de 0,60 m, usado en agricultura y minería, que llevaba material a la obra. Se le llamaba también tren a las canteras. Se empleó asimismo para trasladar la estatua de Bolívar cuando esta llegó de Europa en 1859 hasta la plaza del mismo nombre, desde la estación de San Juan en la plaza San Martín.

### FerrocarrilSan Vicente de Cañete-Cerro Azul
(Desaparecido)
Iniciado en 1870 por el escocés Henry Swayne, este ferrocarril, que en 1925 tenía 15 km de extensión y 0,914 m de trocha, sirvió casi exclusivamente para transportar la producción agrícola del fértil valle, especialmente algodón y azúcar. Estuvo a cargo de la British Sugar Company, uno de cuyos socios era Augusto B. Leguía. En agosto de 1881, una columna chilena al mando del comandante Baeza y el sargento Sofanor Parra lo usó para destruir haciendas y asesinar a “negros y cholos”. Cerró sus operaciones en 1958. Hasta 1973 solo prestó un servicio reducido en la zona del puerto por el muelle. Hasta hace poco tiempo se podía ver en Cerro Azul la estación con los restos del material rodante, no quedando nada del material fijo, excepto partes de la línea en el muelle de embarque. La locomotora diésel Ruhrthaler, que está expuesta como monumento, nunca recorrió esta línea, sino que fue traída del Puerto de Callao.

### Ferrocarril Huancayo-Huancavelica

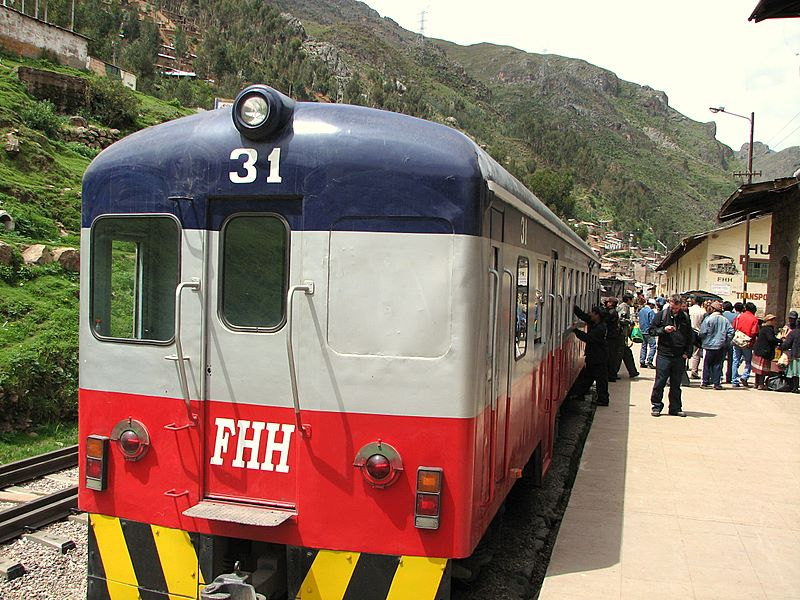
Estación de Huancavelica.

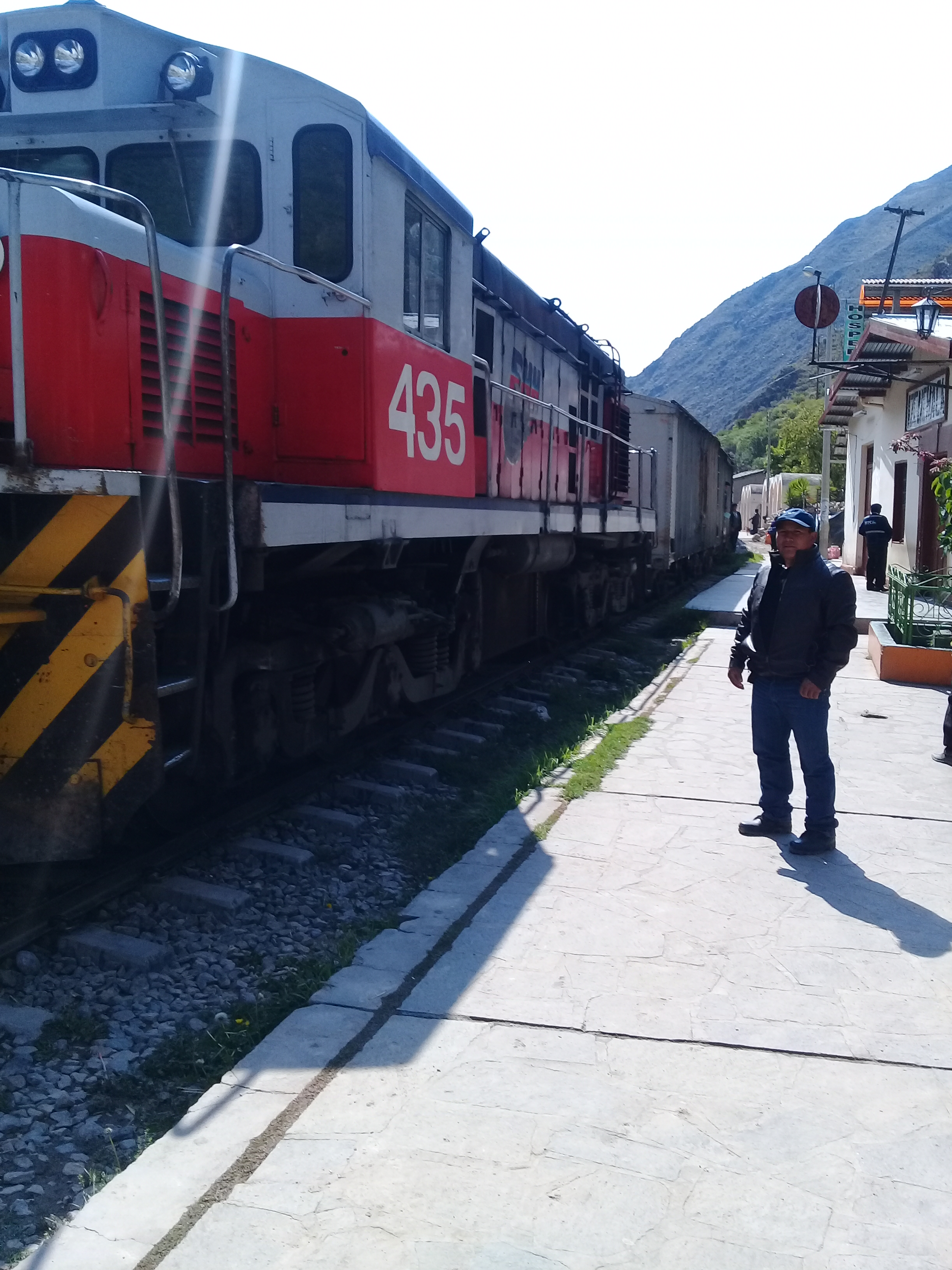
Tren en la plaza principal de Izcuchaca.

(Operando parcialmente)
Fue originalmente diseñado para llegar hasta Castrovirreyna y Ayacucho. Se le llama el Tren Macho porque “parte cuando quiere y llega cuando puede”. Es uno de los dos únicos ferrocarriles que son todavía de propiedad del Estado, operado por el Ministerio de Transportes y Comunicaciones, rehabilitado y modernizado a trocha estándar y se podrá viajar desde el Callao a Huancavelica. Tiene 148 km de longitud y hasta el año 2010 tenía una trocha de 0,914 m, que luego fue cambiada a una trocha estándar de 1435 mm. Fue empezado en 1908 y entregado al tráfico en el año 1926. Se llegaron a construir algunos kilómetros rumbo a Castrovirreyna y Ayacucho, pero luego fueron abandonados. Tenía dos locomotoras a vapor en su estación de Huancayo y aún opera con locomotoras díesel MLW (ALCO) DL 535. Además poseen dos autovagones Wickham operativos N.º31 y N.º32. En 2018 se incorporó un autovagón adicional, que fue remodelado en su totalidad, el N.º30. Ese mismo año, un derrumbe en la zona de Cuenca, entre Izcuchaca y Tellería, paralizó el tráfico ferroviario, hasta el día de hoy, se levantaron parte de las vías en la zona de Cuenca y parece que al MTC no le interesa, ni hizo nada al respecto para reanudar los servicios del tren. También, entre los años 2019 - 2021, desaparecieron 4 locomotoras MLW (ALCO) DL 535, N.º431, 432, 433 Y 434 del patio Chilca en Huancayo, así como también, donando varios coches Metropolitan-Camel fabricados en Inglaterra en 1929 para el desaparecido Ferrocarril del Noroeste o a Huacho, perdiéndose así una parte más de nuestra historia ferroviaria. 
La operación del ferrocarril se encuentra interrumpida desde el 2018 a raíz de deslizamiento de tierra que afectaron la plataforma ferroviaria en el distrito de Cuenca en Huancavelica. Cinco años después, en el 17 de marzo del 2023, se reinició las operaciones del Tren Macho de manera parcial, en el tramo de Chilca (Huancayo) hasta Cuenca (Huancavelica). Actualmente hay un proyecto de modernización del ferrocarril por parte de varias empresas extranjeras y nacionales, el cual es respaldado por el Ministerio de Transportes y Comunicaciones y en colaboración con Proinversión. El objetivo es ofrecer servicios de transporte a la población, cumpliendo con estándares internacionales de calidad para los pobladores de Junín y Huancavelica.

### FerrocarrilChincha-Tambo de Mora
(Desaparecido)
Construido en 1898 y administrado por la empresa del FFCC de Tambo de Mora, que también administraba el puerto, tenía 12 km de extensión y trocha de 1 m. Pasaba por Sunampe. La estación estaba en la calle Mariscal Castilla de Chincha. Dejó de circular aproximadamente en 1940. Se construyó un ramal a Chincha Baja en 1924. Sirvió para transportar la producción del valle al mar, incluyendo vinos y piscos, y traer otros productos, como fertilizantes.

### FerrocarrilPisco-Ica
(Desaparecido)
Ferrocarril cuyos intentos iniciales datan de 1861, fue concluido en 1871 para sacar la producción del importante valle de Ica a mercados lejanos. Fue construido, con intervención de Malinowsky, por la empresa de José Francisco Canevaro, quien lo vendió al gobierno. Este lo arrendó a José Boza. Su maestranza y factoría estaban en Pisco. En 1881, una guarnición chilena al mando del coronel Leoncio Tagle saqueó el valle y destruyó el tren. Tenía 74 km de longitud y una trocha de 1,435 m, incluyendo un ramal de 6 km hasta Guadalupe. En 1928 el Estado se lo cedió a la Peruvian Corporation, la cual lo alquiló hasta 1940 a un tal Calderón. Después lo administró hasta que decidió abandonarlo por falta de movimiento. Esto sucedió en 1956. Casi no queda rastro del mismo, con excepción del antiguo muelle en Pisco. Atravesaba el desierto por la llamada pampa de Villacuri o tablazo de Ica, donde se halla el lugar denominado Pozo Santo, sitio en que el Padre Guatemala encontró agua.

## Ferrocarriles del sur y sureste del Perú

### Ferrocarril del Sur del Perú
(Operando)

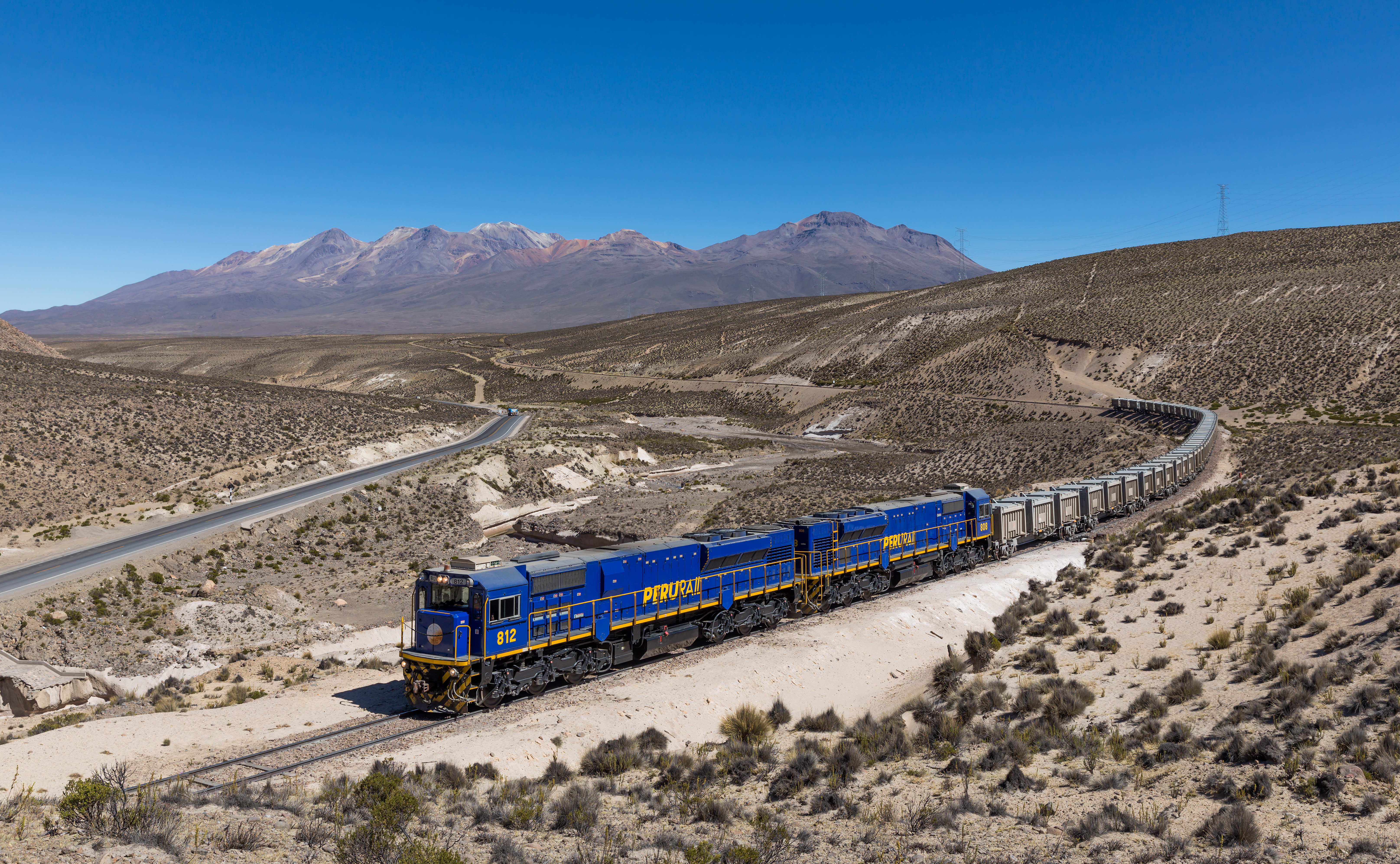
Locomotora del Ferrocarril del Sur

El más extenso de todos los ferrocarriles que se han construido y que aún circula en Perú. Lo tuvo a su cargo Meiggs. Es de 1,435 m de trocha y 940 km de extensión. Parte del puerto de Mollendo, sube hasta Arequipa, para después llegar a Juliaca, donde se bifurca en un ramal hacia Puno a orillas del Titicaca y el otro hasta la ciudad del Cuzco. Los puntos de elevación máximos los alcanza en Crucero Alto y La Raya (4319 m s. n. m.). Actualmente es operado por la empresa PeruRail propiedad de la familia Sousa quienes desde 1999 emprendieron su reponteciamiento tanto en los servicios de pasajeros como de carga. Este ferrocarril se inauguró con la puesta en servicio del tramo Mollendo-Arequipa el 6 de enero de 1871, cuya construcción se iniciara un año antes. Posteriormente se completó la línea Arequipa-Puno, que se abrió al servicio en enero de 1874. El trabajo estuvo a cargo de obreros peruanos y bolivianos. El costo de este tramo fue de 33 millones de soles. El costo del tramo Mollendo-Arequipa había sido un millón ochocientos mil soles. Se inició el tramo Juliaca-Cuzco por 25 millones en 1872 y se paralizó en 1875 por dificultades económicas. En 1890, después de quince años de inactividad debido a la guerra y otras causas, firmado el contrato Grace, se reanudaron los trabajos por parte de la Peruvian para terminarlo hasta el Cuzco. En 1892 se llegó a Marangani y en 1894 a Sicuani. Alcanzó el Cuzco en 1908, ya en el siglo XX. Fue cedido a la Peruvian a perpetuidad en 1928. Hoy lo opera la empresa Perú Rail, fundada por Lorenzo Sousa Debarbieri, siendo su Presidente del Directorio desde su fundación y habiendo convertido a dicho ferrocarril en uno de los más importantes transportadores de carga de América Latina.
Locomotoras de Peru Rail: ALCo DL560 N.º600, ALCo DL560D N.º651-660, MLW DL560D N.º651-660, GMD GT26CW-2 N.º751-755, GMD GT26CW-2 N.º756-757, Progress Rail GT42AC N.º800-814 (adquiridas en 2015).

### FerrocarrilIlo-Moquegua
(Desaparecido)
Este ferrocarril se terminó de construir en 1873 a cargo de Meiggs. Apenas 7 años después, en 1880, durante la Guerra del Pacífico el ejército chileno lo destruyó completamente tras utilizarlo para llegar a Moquegua y arrasarla. Los presidentes Miguel Iglesias en 1884, Avelino Cáceres en 1886 y 1889 y López de Romaña en 1899 intentaron reconstruir la vía a través de una empresa privada. No hubo interesados. Sólo a partir de 1907, o sea 27 años después, el mismo Estado la restableció. Empezó a operar en 1909. Tenía 98 km de longitud y una trocha de 1,435 m. Los lugareños lo llamaban el tren Calamazo y sirvió al comercio y la minería incipiente de la zona. Por la poca demanda de pasajeros y carga se utilizaron autocarriles, basados en camiones convertidas a vehículos de rieles. En 1964 dejó de operar por falta de movimiento. Algo de su material fue transferido al ferrocarril Tacna-Arica. Todavía se pueden ver los terraplenes y la estación llamada Hospicio, que quedaba aproximadamente en el medio de su recorrido. Este tren debió ser administrado por la Peruvian debido al contrato con el gobierno de 1911, pero esta nunca se hizo cargo de él, por lo que siempre estuvo en manos del Estado. Su falta de rentabilidad explicaría este desinterés.

### Ferrocarril de laSouthern Peru Copper Corp.
(Operando)
El más moderno tren construido en Perú, siendo el único con barreras automáticas para detener el tránsito y locomotoras de baja emisión (ECO) para servir las necesidades de esta gigantesca empresa minera. Une Ilo, incluyendo la fundición y la refinería de cobre, con las minas de Toquepala y Cuajone, pudiendo enlazar finalmente el yacimiento de Quellaveco. Utiliza una trocha estándar de 1,435 m y tiene una longitud de 240 km con 5 túneles, uno de los cuales es de 8 km, siendo el sexto más largo del mundo. Su material rodante es el más moderno y adecuado para ese tipo de actividad.

### FerrocarrilCusco(San Pedro)-Santa Ana-Quillabamba
(Operando)

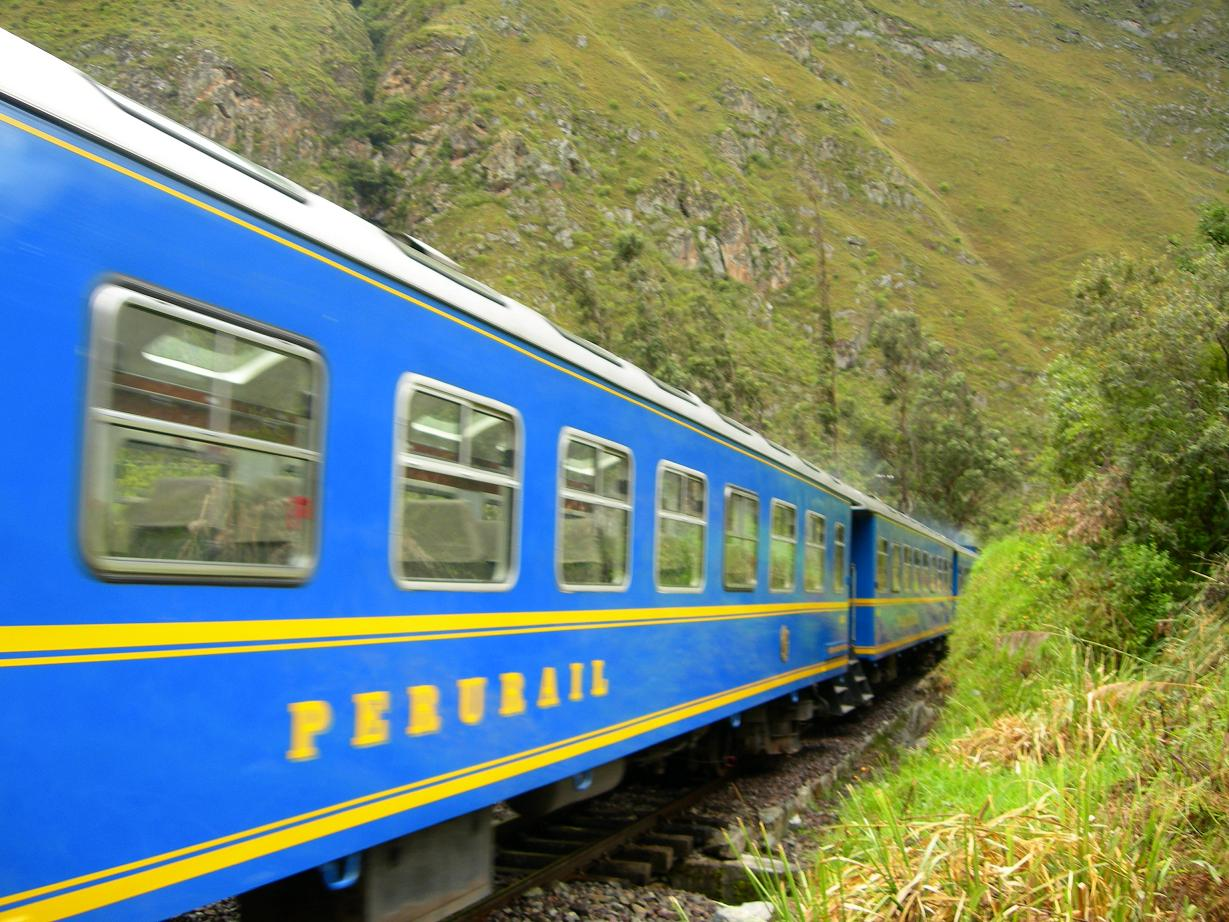
Tren de PeruRail cubriendo la ruta de Cusco hacia Machu Picchu.

Este es uno de los ferrocarriles más conocidos del país. Tiene 110 km, una trocha angosta de 0,914 m, conecta Cusco con Machu Picchu y otros pueblos y aldeas a lo largo de la línea, lo que le da un pasaje y carga importante, haciéndolo muy rentable. En 1927 lo tomó la Peruvian Corporation y en 1931 lo retomó el Estado. También se halla en concesión a PeruRail, que ha hecho una serie de mejoras al servicio. Sin embargo, un alud de barro durante el período del fenómeno El Niño de 1997-98 destruyó parte de la línea que va a Quillabamba, inaugurada en 1978, sin que hasta ahora se haya reconstruido. La sección hasta Quillabamba no ha sido privatizada. Se inició en 1914 y llegó en 1925 hasta Santa Ana. Tiene un ramal de 13 km entre Huayllabamba y Pachar, que está actualmente en desuso.
Desde el año 2011 existen dos operadores para la ruta Ferroviaria Cuzco-Machupicchu, PeruRail e Inca Rail.
Material rodante de Peru Rail: 
Autovagones Ferrostaal (2), Autovagones Macosa/MAN (7), Autovagones Zanello (2), Locomotoras ALCo DL535B (5), ALCo DL535M (1), ALCo DL535A, EMD Gr12 (2), Locomotoras San Luis LSL 1400-2 (8).
Material rodante de Inca Rail: Autovagones Duro Daković (9), Autovagones MAN (Ex Feve-RENFE) (6) y Autovagones LRV-2000 (6).

### FerrocarrilMatarani-La Joya
(Operando)
Con 62 km y trocha de 1,435 m, fue construido entre 1947 y 1950 por el Estado para acortar el trazo hasta la costa. Forma parte del ferrocarril del Sur que se inicia en Matarani y Mollendo. Fue entregado temporalmente a la Peruvian Corporation.

### FerrocarrilTacna-Arica
(Operando)

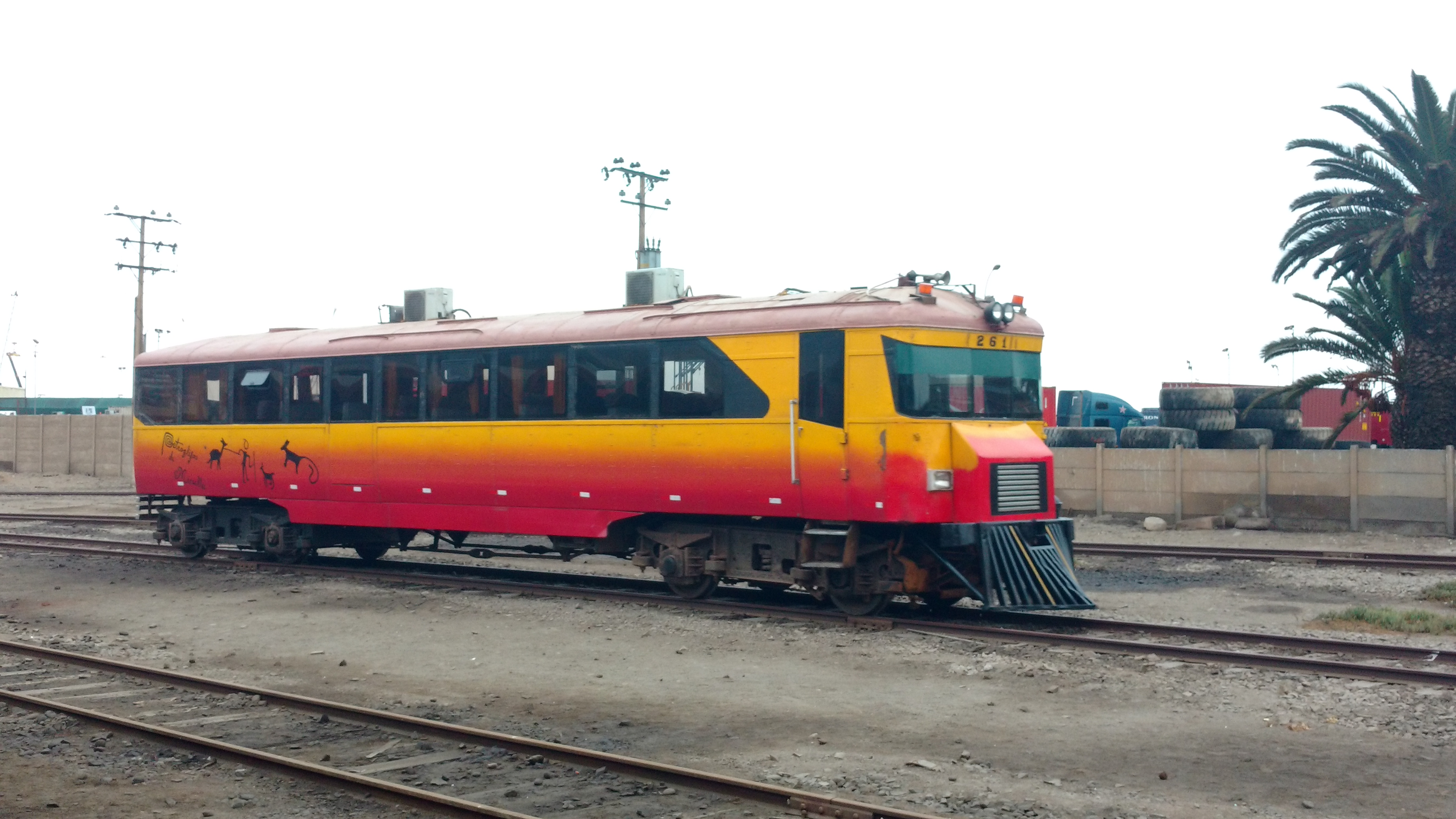
Tren del Ferrocarril Tacna-Arica

Este ferrocarril bate varios récords: es la única vía internacional que posee el Perú y el más antiguo que todavía está en pie, ya que fue el segundo en construirse allá por 1856 cuando Arica era peruana y gobernaba Ramón Castilla. Es el único ferrocarril que está parcialmente en otro país (Chile). Es el más histórico de todos por los episodios gloriosos de los que fue testigo; por último, es una de las dos líneas que aún pertenecen al Estado. Podríamos decir que este tren es más un monumento nacional que un ferrocarril. Aunque su utilidad es muy limitada, no parece que vaya a ser ni abandonado ni privatizado. Es administrado por ENAFER y el Gobierno regional de Tacna, y desde el año 2000, cuando hubo un aluvión, no tiene movimiento en la parte de Arica. Al lado del comienzo de la línea del ferrocarril se encuentra el Muelle al servicio del Perú en Arica. En 2016, solo estaba operativo un autovagón Sentinel/Wickham.

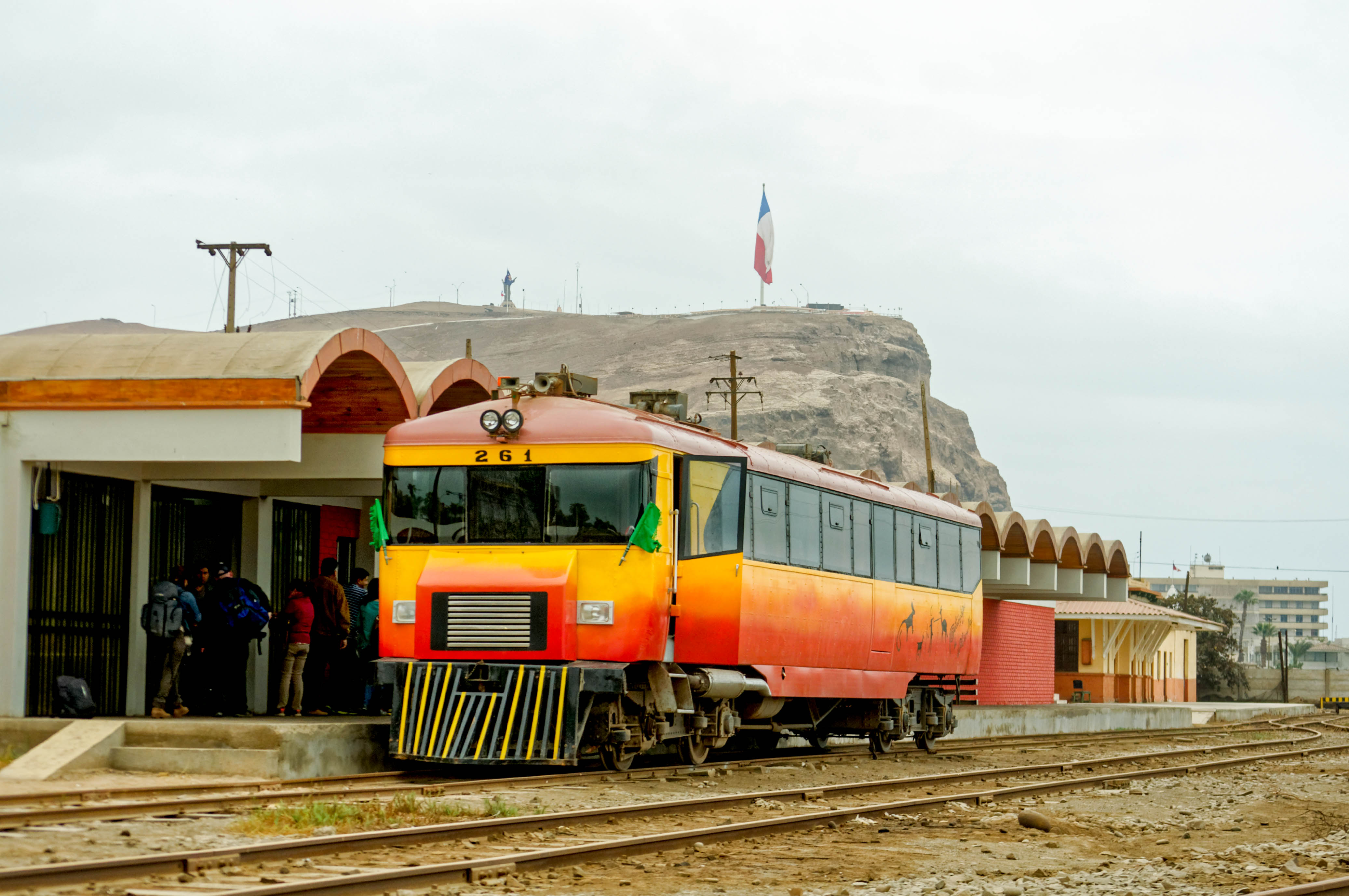
Estación Arica en Chile.

El ferrocarril Tacna-Arica posee 62 km de largo y una trocha de 1,435 m. Su ejecución fue autorizada en 1851 y se encomendó la construcción a José Hegan. El servicio se trenes se inició en 1856 y fue dado en concesión por 99 años. Al ocupar los chilenos Tacna y Arica, el ferrocarril estaba en manos de la empresa inglesa Arica & Tacna Railway Co., por lo que no lo pudieron ni tocar ni expropiar, por expreso acuerdo incluido en el tratado de Ancón. En 1955, al revertir al Estado peruano, la vía quedó bajo la absoluta propiedad de éste. Para entonces Tacna ya había vuelto a ser peruana y la sección chilena del ferrocarril que estaba en el lado de Arica, también quedó como propiedad peruana. En 1869, el presidente Balta ordenó se hiciesen los estudios para su prolongación hasta La Paz, Bolivia, lo que nunca se realizó. De haberse concretado, habría ayudado durante la guerra al transporte de tropas.
Autovagones:
1 Autovagón Sentinel Metropolitan Cammell N.º261 en estado operativo, sometido a reformas y modernización. Capacidad actual: 48 pasajeros.
1 Autovagón Sentinel Metropolitan Cammell no operativo, a la espera de reparación y modernización.

### FerrocarrilTambo del Sol-Oxapampa-Pucallpa
(Inconcluso)

Este proyecto de 1887 para unir la selva al resto del país, tiene en este ferrocarril su mayor expresión. Se firmó un contrato en 1907, por ley 718, y se modificó en 1912, ley 1563, pero no se empezaron las obras. Un nuevo contrato en 1927 revivió la idea. En efecto, hasta 1930 se construyeron 80 km de un total de 580 con entrerriel angosto. Se invirtieron 6,5 millones de soles de entonces. En el año 1949 se relanzó el proyecto con trocha normal, pero en 1957 se paralizó definitivamente.

## Museo Ferroviario
En Tacna, en la estación del tren a Arica, esquina de 2 de mayo y Albarracín, funciona el Museo Ferroviario del Perú. Tiene una colección de valiosas piezas que pertenecieron a los diversos ferrocarriles del país. La más importante es la locomotora número 3 con su ténder, correspondiente al ferrocarril Tacna-Arica que sirviera para el movimiento de tropas hacia el puerto, y se encuentra en la Av. Grau en un parque. Tiene además una biblioteca única en su género, los talleres del ferrocarril y otras curiosidades, como un mapa de cuatro metros de largo que contiene el perfil topográfico del ferrocarril Tacna-Arica, levantado y hecho por el Ing. Walter Evans en 1854. La máquina 3 que llegó a Tacna en 1868, se encuentra en un bello patio y está en excelentes condiciones operativas, utiliza carbón de piedra como combustible. Existe también una autocarril de lujoso acabado que sirviera a Francisco Bolognesi Cervantes, José Joaquín Inclán González Vigil y otros héroes para transportarse.

## Otros ferrocarriles
En el anuario estadístico del antiguo ministerio del Fomento y Obras Públicas de 1966 aparecen, además de algunos de los antes estudiados, los siguientes ferrocarriles:
| Nombre                                      | Trocha (m) | Longitud (km) | Funcionamiento |
| ------------------------------------------- | ---------- | ------------- | -------------- |
| Hacienda Laredo - Menocucho (Trujillo)      | 0,914 (1)  | 51            | 1896-1966      |
| Shelby - San José de Huarón (Pasco)         | 0,750 (2)  | 43            | 1912           |
| Puerto Chicama - Licapa (La Libertad)       | 0,914      | 31            | 1898           |
| Hacienda Chucarapi - Ensenada (Arequipa)    | 0,600 (3)  | 20            | 1924           |
| Hacienda Pampa Blanca - Ensenada (Arequipa) | 0,750 (3)  | 14            | 1905-1950      |
| Hacienda Cartavio (La Libertad)             | 0,914      | 13            | 1906           |
| Vítor - Sotillo (Arequipa)                  | 1,435 (3)  | 12            | 1899-1931      |
| Samanco - Hacienda San Jacinto (Áncash)     | 1,060      | 3             | -              |

Notas:
(1) Parte del antiguo ferrocarril de Trujillo.
(2) Desvío del Ferrocarril Central.
(3) Desvíos del Ferrocarril del Sur.

### Ferrocarriles de Tarapacá
En el departamento de Tarapacá existían tres líneas férreas construidas por el Estado peruano y dedicadas exclusivamente al transporte de caliche o salitre en su estado natural desde el interior hacia el litoral. Estas eran:
1. Pisagua-Agua Santa-Sal de Obispo de 80 km y 0,60 m de trocha, construida entre 1870 y 1876 por Ramón Montero y hermanos, autorizada en 1869.
2. Iquique-Pozo Almonte-La Noria de 113 km y 0,60 m construida asimismo entre 1870 y 1876 también por Ramón Montero, autorizada en 1868. Una concesión fue dada por Castilla en 1860 a Federico Pezet y José M. Costa, pero no fue concretada. En el atlas del Perú de Mariano Felipe Paz Soldán de 1865, en el plano de Iquique aparece este tren como un proyecto. En 1871 los Montero son autorizados, sin lograrlo, a unir este ferrocarril con el anterior y a prolongarlo hasta la frontera boliviana.
3. Patillos-Lagunas de 85 km y 0,75 m a cargo igualmente de los Montero, pero construido por la Sociedad Salitrera Esperanza. Funcionó entre 1872 y 1877, cuando fue abandonado sin estar concluido (se proyectaron 110 km) por haber sufrido Patillos un maremoto y por problemas legales.

En 1873 los tres se transfieren a la Cía. del FFCC Salitrero del Perú, con los Montero como socios.
Durante la Campaña de Tarapacá, el Ejército peruano inició los trabajos de empalme de las vías, sin conseguirlo.

### Algunas equivalencias
Las trochas (o gauge, en inglés) de los ferrocarriles suelen estar en doble medida, esto es en el sistema métrico y en el de pies y pulgadas. Tabla de equivalencias.
| Métrico (m) | Pies y pulgadas |
| ----------- | --------------- |
| 1,435       | 4’ 8 ½”         |
| 1,060       | 3’ 5 ¾”         |
| 0,914       | 3’              |
| 0,750       | 2’ 5 ½”         |
| 0,600       | 1’ 11 5/8”      |

### Anexo
En el Anuario sobre los ferrocarriles latinoamericanos, publicado en Londres en 1911 por John Vavasour Noel, se consigna la siguiente información sobre el estado de las líneas férreas peruanas:

#### Ferrocarriles en uso, en construcción y en proyecto
| Estado          | Longitud |
| --------------- | -------- |
| Operando        | 2528 km  |
| En construcción | 722 km   |
| En proyecto     | 3686 km  |

#### Ferrocarriles en operación, trocha ancha 1435
| Línea                          | Longitud                               |
| ------------------------------ | -------------------------------------- |
| Paita-Piura                    | 97 km                                  |
| Eten-Ferreñafe                 | 43 km                                  |
| Chiclayo-Pátapo                | 24 km                                  |
| Pacasmayo-Chilete              | 135 km                                 |
| Lima-Callao                    | 14 km                                  |
| Lima-Chorrillos                | 14 km                                  |
| Callao-La Punta                | 2,6 km                                 |
| Callao-Bellavista              | 3,4 km                                 |
| Lima-Ancón                     | 38 km                                  |
| Callao-La Oroya                | 222 km (parte del ferrocarril central) |
| Ticlio-Morococha               | 16 km (parte del central)              |
| Oroya-Huancayo                 | 122 km (parte del central)             |
| Tambo-Jauja                    | 2,5 km                                 |
| Huancayo-Extensión             | 20 km                                  |
| Oroya-Cerro de Pasco           | 132 km (parte del central)             |
| Cerro de Pasco-Goyllarisquisga | 43 km (parte del central)              |
| Pisco-Ica                      | 74 km                                  |
| Mollendo-Juliaca-Puno          | 524 km (parte del ferrocarril del sur) |
| Juliaca-Cuzco                  | 338 km (parte del sur)                 |
| Ilo-Moquegua                   | 100 km                                 |

#### Ferrocarriles en operación, trocha angosta
| Línea                           | km                      |
| ------------------------------- | ----------------------- |
| Piura-Catacaos                  | 10                      |
| Bayóvar-Reventazón              | 48                      |
| Pimentel-Lambayeque             | 24                      |
| Eten-Cayaltí                    | 36                      |
| Salaverry-Ascope                | 76                      |
| Huanchaco-Tres Palos            | 14                      |
| Ferrocarril de la hacienda Roma | 53                      |
| Trujillo-Menochuco              | 26                      |
| Chicama-Pampas                  | 45                      |
| Chimbote-Tablones               | 57                      |
| Supe-Pativilca                  | 12 (parte del Noroeste) |
| Supe-San Nicolás                | 6 (parte del Noroeste)  |
| Pativilca-Paramonga             | 7 (parte del Noroeste)  |
| Chancay-Palpa                   | 25                      |
| Casapalca-El Carmen             | 4                       |
| Cerro Azul-Cañete               | 10                      |
| Tambo de Mora-Chincha           | 12                      |
| Playa Chica-Salinas-Huacho      | 10 (parte del Noroeste) |
| Ensenada-Pampa Blanca           | 20                      |
| Tumbes-Puerto Pizarro           | 11                      |
| Total en operación              | 2528                    |

#### En construcción
| Línea                 | km                                        |
| --------------------- | ----------------------------------------- |
| Tablones-Recuay       | 209 (tramo del Chimbote-Huallanca-Recuay) |
| Huancayo-Ayacucho     | 260                                       |
| Ancón-Huacho          | 253 (parte del Noroeste)                  |
| Total en construcción | 722                                       |

#### En proyecto
| Línea                         | km                                         |
| ----------------------------- | ------------------------------------------ |
| Pacasmayo-Eten                | 65*                                        |
| Guadalupe-Cajamarca           | 186*                                       |
| Chocope-San Pedro             | 52*                                        |
| Trujillo-Santa                | 113*                                       |
| Yonan-Magdalena               | 62*                                        |
| Menocucho-Quiruvilca          | 80 (segundo tramo del Trujillo-Menocucho)* |
| Lima-Pisco                    | 246 (sólo se avanzó hasta Lurín en 1918)*  |
| Goyllarisquisga-Pucallpa      | 346*                                       |
| Oroya-Tarma-Puerto Werthemann | 528*                                       |
| Ayacucho-Cuzco                | 500*                                       |
| Vitor-Camaná                  | 198*                                       |
| Ilo-La Joya                   | 158*                                       |
| Cuzco-Santa Ana               | 185 (concluido)                            |
| Paita-Marañón                 | 704*                                       |
| Tirapata-Madre de Dios        | 357*                                       |
| Tambo del Sol-Ucayali         | 580*                                       |
| Total en proyecto             | 4360                                       |

Notas:
 * No llegaron a construirse
 ** No se incluye el ferrocarril Tacna-Arica por estar entonces en territorio ocupado por Chile.

## Proyectos para el desarrollo de unMetropor ciudad
Estos son los siguientes Ferrocarriles urbanos existentes o en fase de planeamiento en el Perú:

### Metro de Lima y Callao
Se trata de Ferrocarril Metropolitano eléctrico de 6 líneas para Lima Metropolitana dentro del Sistema Integrado de Transporte de Lima y Callao, estando terminada la Línea 1 del Metro de Lima, en construcción la Línea 2, y las demás: línea 3, línea 4, línea 5 y línea 6 aún en proceso de licitación. Es administrado y construido por el Estado. Se ha propuesto extender la Línea 1 de Villa El Salvador hasta Lurín. También se ha considerado agregar el servicio de sky-rail.

### Tranvía de Lima y Callao
Se anunció en el año 2015, por parte de José Gallardo a TV Perú, como un proyecto de Iniciativa Privada Cofinanciada (IPC). A su vez, en el año 2019, PROLIMA anunció que iban a retornar los tranvías en el Centro histórico de Lima para el año 2029, unificando el Centro de Lima desde la Plaza Carrión hasta la Plazuela de Monserrat.
Además, durante la campaña a la alcaldía de Lima, por parte del ganador Rafael López Aliaga, se propusieron tranvías para la Avenida Universitaria y otra para el Centro histórico de Lima.

### Metro de Huancayo
Fue un proyecto de ferrocarril metropolitano para Huancayo Metropolitano que fue terminado su construcción, pero actualmente anda suspendido por falta de vagones.

### Monorriel y Tranvía de Arequipa
El Gobierno Regional de Arequipa ha recibido propuestas para el uso de un monorriel para Arequipa Metropolitana. Aunque se acusó de que sería inviable, caro e inseguro. Durante los debates del año 2015 en la gestión de Alfredo Zegarra Tejada, se propuso un tranvía como alternativa menos costosa y menos agresiva con el centro histórico. A su vez, empresas de Chile mostraron interés en participar en el proyecto de Metro de Arequipa. Finalmente, se rechazó el proyecto de monorriel, pero se promovió un sistema de Tren ligero en su lugar.
A su vez, se ha proyectado el sistema de Tranvía para la ciudad, dentro de un plan para todas las ciudades metropolitanas en los departamentos del interior de país durante el año 2017. Posteriormente se afirmó que sería un tranvía eléctrico. Y se invitó a Francia para su financiación, esperándose que la Unión Europea aporte 5.5 millones de soles en los estudios, dentro de los 550 millones de dólares en la obra. Aunque hubo quejas en el año 2018 de su inviabilidad. Y en el año 2021 se acusó de que había retrasos por inestabilidad en el MTC, junto a todo el Plan de Movilidad Urbana Sostenible. Además, en el año 2022 se acusó de inviable por parte del Comité de Ética del Colegio de Ingenieros del Perú (sede Arequipa), Miguel Cordero. Aun así, el Consejo Municipal aprobó por unanimidad la autorización del MTC para encargarse de la formulación, evaluación y ejecución del proyecto. el MTC anunció la financiación de los estudios y el expediente técnico para la implementación del tranvía. Además, en el año 2022, se volvió parte del Proyecto de Inversión de Transporte Masivo del Sistema Integrado de Transporte en Arequipa, denominándose Corredor Troncal Tranvía. A su vez, ya se lograron firmar convenios con la Municipalidad de Arequipa para el proyecto. Su mayor impulsor, el alcalde Omar Candia Aguilar, afirmó que la obra proseguirá pese al fin de su gestión, y que sería parte de los proyectos de integración ferroviaria que anuncio Pedro Castillo en 2022, dentro de la programación multianual del 2023 al 2025, teniendo el apoyo de la Agencia Francesa de desarrollo AFD.
Sin embargo, para el año 2023, la Municipalidad Provincial de Arequipa indicó que no se habrían hecho estudios para la viabilidad del tranvía de Arequipa por demoras excesivas en el desarrollo desde que se propuso en el año 2017, reanudándose quejas de la inviabilidad del sistema por afectar rutas existentes y las propiedades de cientos de hogares para su construcción. Finalmente, el proyecto fue descartado por falta de presupuesto.

### Tranvía de Cuzco
Se ha propuesto el sistema de Tranvía para Cusco Metropolitano en el marco de un plan de ferrocarril urbano para los departamentos del interior del país.
En la ciudad del Cusco se ha incluido la propuesta de Proyecto de Transporte Masivo Tranvía en Cusco en el marco del Plan de Movilidad Urbana Sostenible para la ciudad en el año 2022.

### Tranvía de Trujillo
Se ha propuesto el sistema de Tranvía para Trujillo Metropolitano en el marco de un plan de ferrocarril urbano para los departamentos del interior del país. Ya desde el año 2015 se iniciaron trámites en Proinversión con el objetivo de desarrollar 2 líneas de tranvías en Trujillo por la propuesta de consorcio español integrado por TORRESCAMARA, Vossloh España y Ferrocarriles de la Generalidad Valenciana (FGV). Se le denomino “Rapidtram: Implantación de un Tranvía (LRT) en Trujillo: Líneas T1 y T2".

### Tranvía de Piura
Se ha propuesto el sistema de Tranvía para Piura Metropolitana en el marco de un plan de ferrocarril urbano para los departamentos del interior del país, iniciándose trámites luego de la aprobación obtenida en Arequipa y Cusco, esperándose unir a Trujillo y Piura.

### Tranvía de Iquitos
En el año 2013, se había anunciado que iban a empezar las construcciones para un Tranvía de Iquitos Metropolitano en el año 2014, durante la gestión de Yván Vásquez, teniendo un costo de 300 millones de dólares, además de luchar contra la congestión vehicular, busca luchar contra la contaminación ambiental y sonora, obteniendo también el interés de la Municipalidad Provincial de Maynas (sobre todo la regidora Efrocina Gonzáles Dávila). A su vez, hubo reuniones de exposición técnica, entre la alcaldesa de Maynas, Adela Jiménez, e ingenieros como Vicente plans portabella y José Ignacio Castaño Ortega, que comuniquen el beneficio del sistema de tranvía para la ciudad, proyectándose una longitud de 40 km.

## Proyectos propuestos o en construcción actualmente
Según el Ministerio de Transportes y Comunicaciones del Perú, hay varios kilómetros de vías ferroviarias que están a la espera de ser construidos. Muchos con una proyección para ser terminados en el año 2030 con el uso de motor eléctrico. A su vez, se han sugerido Megaproyectos de trenes panamericanos norte Lima-Tumbes. También del desarrollo de una red ferroviaria nacional completa que conecte al Perú del interior con todos sus puertos, como la iniciativa de Wilman pebe, o la de Dugald Mclellan y Johny laureano del Instituto ferroviario del Perú

### Ferrocarril InteroceánicoSalaverry-Leoncio Prado-Frontera Perú-Brasil(Ferripeb)
(Proyectado)
Este proyecto ferroviario de gran importancia supra nacional, nace el año de 1995 en Leoncio Prado-Cuenca del Ponaza, provincia de Picota en el departamento de San Martín, fundado por su mentor el PhD Sixto Alejandro Morey Trigozo, Presidente Ejecutivo de la Corporación Peruana Proyecto Geopolítico Biocéanico, Perú-Brasil (Ferripeb), de 1000  km lineales de longitud; inicia su recorrido en el Océano Pacífico, en el Puerto de Salaverry, provincia de Trujillo, departamento de la Libertad, y se proyecta transversalmente por las zonas de influencia de Trujillo, Otuzco, Quiruvilca, Huamachuco, Bambamarca-Bolívar, Huicungo, Pachiza, Juanjui, Bellavista, Picota, Leoncio Prado-Cuenca del Ponaza, Shamboyacu, Pampa Hermosa, Inahuaya, Orellana, Contamana, Pachacutec, Manco Capac y la Frontera Perú-Brasil, en el Hito 78, distrito de Alto Tapiche, provincia de Requena, departamento de Loreto, integrando a la ciudad de Cruzeiro do Sul en el Estado de Acre-Brasil, infraestructura vial que, a partir del aprovechamiento de la ubicación geoestratégica de Leoncio Prado-Cuenca del Ponaza, articula como pivote a las cuencas más significativas e importantes del Río Amazonas como son: la Cuenca del Madre de Dios, la Cuenca del Ucayali, la Cuenca del Huallaga y la Cuenca del Marañón, contribuyendo estratégicamente al desarrollo y la defensa nacional. Tendría un tramo de 1000 km lineales, cruzando los departamentos de La Libertad, San Martín y Loreto.
Infraestructura Ferroviaria registrada en INDECOPI el año 2008, con el número de Expediente 001363-2008. Tiene la aprobación del Centro de Altos Estudios Nacionales, Comando Conjunto de las Fuerzas Armadas, Ministerio de Defensa, Ministerio de Transportes y Comunicaciones, Ministerio de Relaciones Exteriores, Instituto Geográfico Nacional, Gobiernos Regionales de La Libertad, Amazonas, San Martín, Loreto, Ucayali y Madre de Dios, Gobiernos Locales del Corredor Vial Bioceánico Salaverry-Leoncio Prado-Frontera Perú, Brasil. Esta obra de ingeniería moderna, propuesta por el Proyecto Geopolítico Bioceánico, Perú-Brasil (Ferripeb),  asume como responsabilidad y misión trascendental promover la excelencia en la gestión para lograr que el Perú sea una nación justa y próspera, incrementando su presencia cultural y económica en el escenario global para contribuir a mejorar la calidad de vida de todos los peruanos. Aprobada por Ley N.º 29613 que lo declara de necesidad pública e interés nacional.
Así mismo orienta los esfuerzos para radicalizar la lucha contra la pobreza, analfabetismo, desnutrición, narcotráfico, terrorismo, invasión extranjera, daño al medio ambiente, contrabando, lavado de activos, delincuencia, crimen organizado, corrupción, mafias y desempleo a través de la ejecución de proyectos de cadenas productivas y cadena de valor en el ámbito de su influencia, promoviendo el uso racional de los recursos naturales de la Amazonia, el Ande y la costa.
La convicción del valor geopolítico y estratégico de este megaproyecto, la oportunidad de comunicar transversalmente varios departamentos, ciudades y pueblos del país y la proyección de llegar al Océano Atlántico, convierte los espacios continentales de Perú y Brasil en una plataforma física de servicios turísticos, de comercio exterior y de transportes para el Asia Pacífico y el Mercosur, que gracias al ferrocarril unirá dos grandes océanos y a los países que se encuentran en sus extremos, pues se trata de una realidad de interés regional y global.
En el año 2020 se firmaron convenios de cooperación institucional con el Instituto Geográfico Nacional del Perú.

### Ferrovía Transcontinental Brasil-Perú (FETAB)
(Suspendido)
El Proyecto FETAB plantea la creación de una ferrovía para unir las ciudades de Pucallpa (Departamento de Ucayali, Perú) y Cruzeiro do Sul (Estado de Acre, Brasil) con Puerto de Bayóvar y el Puerto de Paita (ambos del Departamento de Piura) en el Océano Pacífico, así como con el Porto do Açu (Estado de Río de Janeiro) en el Océano Atlántico. En Brasil también tiene el nombre de Ferrovía Transcontinental (EF-354). Su objetivo es para mejorar el comercio con China (quien se ha mostrado interesada en co-operar para la inversión del proyecto), y de parte peruana, facilitar el transporte de productos que llegan por el Atlántico. Con un tramo de 2800 a 3000 km desde la Costa norte del Perú y la Sierra Norte con la Amazonía peruana (cruzando los departamentos de Piura, Lambayeque, Cajamarca, Amazonas, San Martín, Huancavelica y Ucayali, incluida las ciudades de Piura Metropolitana, Olmos, Jaén, Chachapoyas, Bagua Grande, Tarapoto, Juanjuí, Tingo María, etc), y el tramo de Pucallpa a la frontera Perú-Brasil siendo de 130 km. A Brasil le corresponderían otros 1200 km hasta Campinorte para que en su conjunto sea una ruta inicial de 4000 a 4400 km, donde también se ha considerado un segundo trayecto posible que vaya de Boqueirão da Esperança a la Sierra Central hasta el Departamento de Lima, el cual fue incluido en la agenda de obras del Ministerio de Transportes y Comunicaciones del Perú del año 2022 bajo el nombre de ruta "Chancay-Pucallpa", que se prevé que tendrá una conexión con el Tren Grau que uniría todas las ciudades de la costa peruana. Así, debería haber otra ruta en Brasil que continúe el tramo de Pucallpa-Acre hasta finalizar en el Puerto de Santos en el Estado de São Paulo (correspondiéndole en total a Perú unos 3000 km y a Brasil 5000 km). De parte brasileña, la ruta debe cruzar a través de los estados de Acre, Amazonas, Rondonia, Mato Grosso, Goiás, Minas Gerais y Río de Janeiro, a través de las ciudades brasileñas de Boqueirão da Esperança, Río Branco, Porto Velho (con conexión directa al Río Amazonas), Vilhena, Lucas do Rio Verde, Ribeirão Cascalheira, Uruaçu, Brasilia (Capital de Brasil), Corinto, Paracatu, Ipatinga, Muriaé, etc. También se prevé conexión con la Red ferroviaria de Brasil en la ruta Barcarena (Pará)-Portão (Rio Grande do Sul), así como de Campinorte a São Luís en el Estado de Maranhao, y a Ilhéus en el Estado de Bahía (en ambos casos pasando por el Estado de Tocantins).
El expresidente Ollanta Humala, en el año 2014, logró la suscripción de un memorando de entendimiento entre Perú y China para empezar los estudios básicos para construir la ruta, declarando que sería una obra de largo plazo y que "por razones de interés nacional”, tenía que llegar a un puerto ubicado en el norte del país, aunque sin anular al proyecto paralelo con Bolivia. Estudios indicaron que la obra se puede construir en 9 años desde Goiás hasta Bayóvar, con el potencial de llevar el 37% de la carga producida en la región de Mato Grosso al Perú para su posterior comercialización con Asia-Pacífico. Además, en 2015 se reunieron los 3 países inversores (China, Brasil y Perú) en Lucas do Rio Verde sobre la viabilidad del Ferrocarril Transcontinental. Posteriormente, en 2016, países de la Zona de Integración Sudamericana Centro Oeste (Zicosur), compuesta por Perú, Brasil, Argentina, Bolivia, Paraguay y Chile, se reunieron en Cuiabá para debatir del impacto continental que tendría la obra. Mientras tanto, en China, se realizaron una serie de cursos de estudios sobre el ferrocarril transcontinental en la Universidad Jiaotong de Beijing, considerándolo vital para la Iniciativa de la Franja y la Ruta. Durante la administración de Jair Bolsonaro, se alentó a que participaran inversores de Arabia Saudita, afirmando que el proyecto debía tener más participación de inversores externos.
Debido a quejas de grupos Ambientalistas en 2015 y 2016 por la posibilidad de que la ruta contamine a la Selva amazónica y amenace a Indígenas de la Amazonía, el proyecto quedó desfavorecido frente a otras rutas bioceánicas más cortas, quedando paralizado ante la idea original de iniciar construcciones en 2018 y terminarlo en 2023. A su vez, hubo acusaciones de que favorecería al Narcotráfico. Pese a ello, el gobierno chino mostró entusiasmo y convicción total para concretar el proyecto (desembolsando 200 millones de dólares), y declarando optimismo sobre la perspectiva de la obra (reuniéndose con parlamentarios brasileños para continuar con los estudios de viabilidad, pese a las quejas ecológicas) afirmando que al final todo dependerá de la voluntad del Gobierno de Brasil y que tanta estabilidad política presente el estado brasileño. Incluso se afirmó que el potencial económico del proyecto podía ser una alternativa seria al Canal de Panamá en el comercio mundial. Por parte del Perú, quien llegó a asumir un papel mucho mayor que el brasileño, buscó lograr una declaración de interés en la búsqueda de fuentes de cooperación para financiar la ejecución del proyecto del tren ecológico de Bayóvar-Brasil, por medio de convenios firmados entre el Departamento de Ucayali y el Estado de Acre en 2019. Aunque se mostró reacio con la estimación del costo del proyecto en 60,000 millones de dólares (en donde Perú debería contribuir en 35,000 millones de dólares para los tramos peruanos).

### Corredor Ferroviario Bioceánico Central(CFBC)
(En Construcción)
El proyecto plantea unir el puerto de Santos, Brasil (del océano Atlántico) con el puerto de Ilo, Perú, (del océano Pacífico) cruzando los países de Bolivia y Paraguay. Siendo complementario al ferrocarril transcontinental Bayóvar-Brasil, según la expresidenta brasileña, Dilma Rousseff. La ruta consistiría en aproximadamente 3750 km (donde 340 km corresponden a Perú, 1521 km a Brasil y 1894 km a Bolivia) desde la ciudad de Ilo (Departamento de Moquegua) hasta la Frontera entre el Perú y Bolivia en el Desaguadero (cruzando pueblos del Departamento de Puno y el Departamento de Tacna, como Camiara, Corío, Grau, etc), para continuar en las ciudades bolivianas de La Paz, Oruro, Bulo Bulo, Santa Cruz de la Sierra, Montero, Roboré, Puerto Suárez, etc; y proseguir en Brasil en las ciudades de Campo Grande (Mato Grosso del Sur), Araçatuba (São Paulo), etc hasta llegar a Puerto de Santos. Posteriormente, se agregó un tramo de 500 km desde Puerto Carmelo Peralta (Paraguay) hasta Roboré (Bolivia) cuando Paraguay se sumó al proyecto entre Brasil-Perú-Bolivia en una declaración conjunta del año 2018 sobre el reglamento interno que finaliza los pasos previos para la construcción del tren bioceánico, esperándose terminar la obra en el año 2024. También Uruguay manifestó interés en sumarse. A su vez, el proyecto concibe transformar al puerto peruano de Ilo en un Mega-puerto y que Bolivia pueda empezar a invertir en el enclave de Bolivia Mar, además de tener el objetivo de lograr el traslado anual de 10 millones de toneladas de mercancía y 6 millones de personas, facilitando las exportaciones hacia Asia. En el año 2017, se tenía prevista la finalización de la obra para el año 2025, durante el bicentenario de la Independencia de Bolivia. Se prevé que no solo beneficie a los 4 países involucrados, también a los países de la Cuenca del Plata por un enlace que habrá con la Hidrovía Paraná-Paraguay. Además de lograr conectar la red ferroviaria boliviana entre su red oriental y red occidental/andina a través del proyecto Montero-Bulo Bulo.
El gobierno peruano propuso una ruta alternativa a través del Puerto de Matarani (Departamento de Arequipa), con el mismo tramo final en Puerto de Santos, pero sin cruzar Bolivia, si no por el Departamento de Puno, Departamento de Madre de Dios, las ciudades brasileñas de Porto Velho (Rondonia), Cáceres (Mato Grosso), Cuiabá (Mato Grosso), etc hasta Campo Grande (Mato Grosso del Sur), donde se conectaría con la ruta de Ilo-Bolivia en el estado de Mato Grosso del Sur. Obteniendo el visto bueno de las inversores chinas. Debido a ello, junto su promoción del Perú a la ruta transcontinental en Bayóvar (sin incluir a Bolivia), el expresidente boliviano, Evo Morales, acusó al Perú de hacer una "jugada sucia" en octubre de 2014. Aunque el expresidente Ollanta Humana, en noviembre de 2014, negó que el interés del Perú en el ferrocarril bioceánico implique dejar de lado la voluntad de fomentar proyectos de infraestructura con Bolivia o intentar marginar al país, dando su visto bueno para realizar un estudio de diseño final sobre los puertos que conectarán al tren bioceánico central (recibiendo la aprobación de Evo). Además, Evo declaró que por culpa del Perú se habría paralizado la obra, al no dar respuestas desde que hubo cambio de gobiernos en 2016 ahí y en Brasil. Pese a que en el año 2016 hubo reuniones entre Evo Morales y el expresidente peruano, Pedro Pablo Kuczynski, donde se declaró que "El tren bioceánico es el Qhapaq Ñan del siglo XXI". A su vez, a diferencia del expresidente Ollanta, PPK dio preferencias a que la ruta del tren bioceánico que cruza por Bolivia, frente a la que cruzaba por la selva peruano-brasileña. Por otra parte, el expresidente Martín Vizcarra se reuniría con Evo Morales en la VIII Cumbre de las Américas del año 2018 para discutir sobre la obra e impulsar su construcción, esperando que la inversión empiece en 2019.
Por otra parte, el gobierno boliviano realizó estudios de preinversión (mercado, estrategia financiera, evaluación ambiental y costos) con el apoyo del Banco Interamericano de Desarrollo, así como de la CAF-Banco de Desarrollo de América Latina, la cual financiará la realización de dos estudios técnicos complementarios sobre mercado conjunto y competitividad. También buscó la co-operación con empresas privadas de Suiza y Alemania para impulsar la megaobra, mientras que el gobierno de España firmó un memorándum de cooperación con Bolivia, donde se alienta a incorporar empresas privadas y públicas españolas y como intermediario con la Unión Europea, basándose en su experiencia a nivel internacional con la construcción de rutas ferroviarias. Por su parte, el gobierno alemán manifestó interés en desarrollar también la zona productiva de Bolivia y un puerto en el sur de Perú, reuniéndose con ambos gobiernos en una conferencia del 22 de marzo de 2017 en La Paz. Alemania mencionó que la empresa de ferrocarriles, Deutsche Bahn, y la multinacional Siemens AG, tendrían participación. Mientras que el 17 de diciembre de 2017, Evo, junto a su ministro de obras públicas, Milton Claros, se reunió con representantes del gobierno Suizo para lograr la firma de una declaración de intenciones sobre la participación suiza en la megaobra (estando interesadas las empresas Molinari, Stadler Rail, etc), con el fin de estar ligados en la planificación, infraestructura, mantenimiento y suministro de locomotoras y vagones, estimándose un costo de 10,000 y 14,000 millones de dólares. A su vez, Rusia, por medio de su embajador en Bolivia, Vladimir Sprinchan, declaró a fines de 2018 que su gobierno tiene la intención de lograr una propuesta formal para sumarse a la ejecución de la obra. Otros países que declararon interés en contribuir en el proyecto fueron Reino Unido (en cuanto a capacitación, apoyo y asistencia técnica) y China (como socio estratégico). También se obtuvo el apoyo de los países del Mercosur durante una cumbre celebrada del 19 al 21 de julio de 2017 en la ciudad de Mendoza, por generar "una mayor integración física de los países por donde pasará el circuito ferroviario" al beneficiar a seis de las 12 naciones sudamericanas, así como por ahorrar a Brasil unos 25 días de viaje hacia Asia Oriental, pudiendo ser el Canal de Panamá del siglo XXI. Posteriormente, la Gobernación argentina de Jujuy mostro interés en sumarse al proyecto bioceánico en agosto de 2017. Mientras que el Perú estaba finalizando sus estudios de viabilidad durante ese año (2017).
Sin embargo, aunque los planes de concesión resultaron positivos, estudios brasileños indicaron que era inviable económicamente, en tanto que transportar soja a China es mucho más barato utilizando el Puerto de Santos, además de desacreditar a los financistas chinos por promesas de inversión incumplidas. A su vez, analistas internacionales consideraron que tras el Caso Odebrecht, se presentaron problemas de financiación, en tanto que se perdió la influencia brasileña para que, con sobornos a dirigentes de otros países, se lograra aprobar costosos presupuestos para obras de infraestructura, como paso con la carretera interoceánica Brasil-Perú. Pese a ello, en el año 2020, la Associação Rondoniense de Municípios (AROM) exigió la reanudación del debate sobre el Ferrocarril Transcontinental [Rondônia-Perú], en Brasilia, luego de que las negociaciones con China se paralizaran por la Pandemia de COVID-19.
Por otra parte, planea enlazarse con otros corredores bioceánicos brasileños dentro de la Iniciativa para la Integración de la Infraestructura Regional Suramericana, como la Ruta Bioceánica entre Brasil, Paraguay, Argentina y Chile, teniendo una ruta desde Arica, Iquique y Antofagasta hasta Porto Murtinho y Paranaguá, sin cruzar Bolivia ni Perú, y que fue aprobado por Sebastián Piñera, tras una declaración hecha en 2018 en una reunión representantes de Brasil, Paraguay, Argentina y Chile en Asunción para consolidar la Comisión Ferrovial de la Hidrovía Paraguay- Paraná (CFHPP), que a su vez se enlaza a un Corredor Bioceánico Ferroviario Antofagasta – Santos y un proyecto de ferrovía Antofagasta – Salta (Argentina). Sin embargo, ha habido complicaciones debido a que los estados de Brasil de las regiones Centro, Sur y Sudeste intentaron sabotear la ruta Perú-Brasil, debido a que preferían rutas de ferrocarril que pasan por sus estados (dos rutas distintas para el ferrocarril, donde el primero pasaría por Argentina y el otro por Paraguay y Chile). A su vez, según el ministro de Transporte y Comunicaciones del Perú, Edmer Trujillo, afirmó en 2020 que Jair Bolsonaro mostraba preferencia al Corredor Ferroviario Bioceánico Brasil-Chile y que la buena obra dependería de la voluntad de Brasil, además que a Perú le correspondería unos 7500 millones de dólares para costear la obra, esperando el apoyo de financiamiento de China. Ello ha generado la necesidad de que Bolivia haga más acercamientos con Brasil y se le critique a su gobierno para que augure el respaldo técnico necesario. A su vez, el gobierno boliviano declaró que el proyecto bioceánico central estaba más avanzado en razón de gestiones diplomáticas.

### Ferrocarril Piura-Lambayeque
(Proyectado)
La empresa de ferrocarriles española FEVE y el Gobierno Regional de Piura, firmaron, en julio de 2012, un Convenio Marco de Cooperación para el desarrollo de un nuevo sistema de transporte ferroviario que permitiera mejorar el tráfico de mercancías y pasajeros entre Piura y Lambayeque. La firma tuvo lugar en la Embajada de España en Perú. El Presidente regional de Piura, Javier Atkins, destacó la importancia estratégica del Ferrocarril Piura-Lambayeque para el desarrollo de la región como el medio más adecuado para el transporte de las producciones de la zona, que en los próximos cinco años aumentarán considerablemente su volumen al incorporar más de 100.000 nuevas hectáreas. Se estima que la obra total tendrá una inversión de 700 a 800 millones de dólares y servirá también para incrementar el flujo de turistas.

### Ferrocarril Nor-andinoCajamarca-Bayóvar
(Proyectado)
Se trata de un Ferrocarril Cajamarca-Zarumilla-Bayóvar de 650 km. Tendría una inversión superior a los 2 mil millones de dólares, según el Dr. Javier Franco Gonzáles de la Universidad Nacional de Ingeniería. Su objetivo principal es para el transporte de productos agrícolas y pecuarios, así como cobre, fosfato y otros minerales, además de fomentar el turismo en los departamentos de Cajamarca, Lambayeque y Piura, fomentando el desarrollo de la Macrorregión Norte del Perú. Se han propuesto 3 rutas alternativas para el tramo del ferrocarril. También se busca complementarse con el FETAB, lo cual provocó que en el año 2018 se declarara por el Congreso del Perú como de interés nacional y renombrándolo "Ferrocarril Nor Oriental del Marañón (Bayovar-Cajamarca-Zarumilla)" por incluirse una conexión a la hidrovía Río Marañón – Río Amazonas. Estudios para su perfil de viabilidad se han hecho desde el año 2009. Siendo considerado por el expresidente Alan García como de importancia histórica su construcción por contribuir significativamente con el desarrollo de la zona norte del país, despertando gran entusiasmo ante representantes de siete compañías mineras. En el año 2017 se propuso un tramo 2 adicional de 10 km que incluya las poblaciones de Chongoyape (Lambayeque) y Santa Cruz (Cajamarca). En el año 2021, el Ministerio de Energía y Minas del Perú demando una inversión de más de 10 mil millones de dólares para el proyecto.

### FerrocarrilTrujillo-Chiclayo
Fue anunciado por el expresidente Martín Vizcarra en el año 2018, por el cual se ha visto el interés de inversionistas España, China y México para su construcción (mas no para operarlo). Además de tener el apoyo total del gobierno regional del Departamento de La Libertad en base al gran tráfico de personas entre Trujillo y Chiclayo (del Departamento de Lambayeque), con un costo de US$ 2520 millones (S/ 7420 millones) con una ruta de 210 km. Se prevé que sea un ferrocarril de tracción eléctrica y de tráfico de pasajeros y de mercancías, cruzando Puerto de Salaverry, Chicama, Chocope, Paiján, San Pedro de Lloc, Pacasmayo, Guadalupe, Chepén, Motupe, Eten, etc. Busca ser parte esencial del Tren Grau de la Costa.

### Ferrocarril "Tren Inca"
(En Construcción)
En el año 2021, el expresidente Pedro Castillo propuso el proyecto de un ferrocarril desde Cajamarca hasta Puno, que se llamaría Tren Inca, que tendría una ruta similar a la Longitudinal de la Sierra. Sería parte de un proyecto para lograr una red ferroviaria nacional de cara al 2030, que debería contar con la tecnología de trenes eléctricos. El Ministerio de Transportes y Comunicaciones del Perú agendo el proyecto en el año 2022. Su objetivo primordial es la integración de los mercados locales y favorecer el turismo, además de alentar la inversión extranjera.

### FerrocarrilBayóvar-Iquitos
(Paralizado)
Es un proyecto 1126 km que planea integrar la ciudad de Iquitos Metropolitano, del departamento de Loreto, con el resto del Perú a través del Puerto de Bayóvar en el departamento de Piura. En el año 2008, se afirmó que era un proyecto viable para superar el aislamiento en el que se encuentra Loreto con el resto del país.

### FerrocarrilIquitos-Yurimaguas
(Paralizado)
Es un proyecto de 565 km que busca unir el Puerto de Iquitos con el Puerto de Yurimaguas en el Departamento de Loreto.

### FerrocarrilSalaverry-Conchucos
(Proyectado)
Es un ferrocarril de 252 km que busca unir Conchucos, en el Departamento de Áncash, con Puerto de Salaverry en La Libertad. Se percibe también un tramo de conexión con el Puerto de Chimbote.

### FerrocarrilSalaverry-Cajamarca/Celendín
Es un ferrocarril que busca unir el Puerto de Salaverry con Celendín en el Departamento de Cajamarca.

### FerrocarrilTrujillo-Chimbote
(Proyectado)

### FerrocarrilCerro de Pasco-Pucallpa
(Proyectado)
Un proyecto de 600 km que busca unir la ciudad de Cerro de Pasco, del Departamento de Pasco, con el Puerto de Pucallpa en el Departamento de Ucayali, cruzando el Departamento de Huancavelica.

### FerrocarrilTirapata‐Iñapari(FETAS)
(Proyectado)
Es un proyecto de 700km que planea unir la ciudad de Tirapata, del Departamento de Madre de Dios con el Puerto de Iñapari, del Departamento de Puno. Se prevé que la ruta cruce por Puerto Maldonado (capital de Madre de Dios).

### FerrocarrilPuno-Desaguadero
(Proyectado)
Es un proyecto de 157 km que busca conectar la capital del Departamento de Puno con la localidad de Desaguadero (Provincia de Chucuito), en la Frontera entre el Perú y Bolivia. Al gobierno de Bolivia le corresponderían otros 27 km de vías a construir para lograr una interconexión bi-nacional.

### FerrocarrilHuancavelica-Cusco
(Proyectado)
Es un proyecto de 600km que planea unir la ciudad del Cuzco con la ciudad de Huancavelica, cruzando los departamentos de Apurímac y Ayacucho(con sus respectivas capitales de Ayacucho y Abancay). Busca a su vez unir el Ferrocarril Central del Perú (en su tramo Huancayo-Huancavelica) con el Ferrocarril del Sur, para lograr desarrollar una sola red ferroviaria peruana desde Lima hasta Puno y Arequipa.

### Ferrocarril Hidro-Quillabamba
(Proyectado)
Es un proyecto de 50 km, dentro del departamento del Cuzco, para conectar la Central Hidroeléctrica Machu Picchu con Quillabamba.

### Túnel Trasandino
(En construcción)
Es un proyecto ferroviario que busca cruzar la Cordillera Central del Perú para reducir de 12 a 6 horas el viaje de carga y pasajeros entre Lima y Junín, su ruta es desde el Distrito de San Mateo al Distrito de Morococha y se espera que sea multimodal (de transporte para trenes y automóviles), con un tramo de 25 km y una inversión de 2 mil millones de dólares. Se estima que conecte el Ferrocarril Central con el Metro de Lima y Callao.

### Ferrocarril solar Perú-Argentina
(Proyectado)
Es un proyecto de tren turístico que busca conectar Machu Picchu y la ciudad del Cuzco con Argentina por medio de un tren solar, como una extensión del proyecto argentino del Tren de la Quebrada de 20 km entre la localidad de Volcán (Jujuy) con Purmamarca y Maimará, cruzando lugares turísticos como la Quebrada de Humahuaca (a la fecha de 2019), del que se espera más adelante logre ampliarse hasta Bolivia (llegando a lugares turísticos como el Salar de Uyuni o el lago Titicaca) y cruzar hasta el sur del Perú hasta llegar a la Ciudad Imperial, queriendo imitar el Camino del inca y el Camino Real, según lo trazado por Trenes Argentinos Cargas, desactivado hace 25 años. Usa vagones del tipo “Alerce”, con paneles solares en sus techos con una velocidad de 30 km/h y capacidad de 240 pasajeros, siendo fabricado por la compañía Emepa, con apoyo de especialistas internacionales con experiencia en el tren solar de Byron Bay (Australia) y técnicos jujeños del parque solar provincial Cauchari (bajo co-ordinación del ingeniero Pablo Rodríguez Messina). Su objetivo hace énfasis al turismo, donde cada estación pondrá relieve a la gastronomía local, el folclore, los carnavales, la cultura y tradición de los pueblos originarios en los que cruzara, alentando al establecimiento de tiendas donde podrán vender sus artesanías a los viajeros. Se una inversión de 9 millones de dólares en su primera fase (hasta conectarse con La Quiaca en la Frontera Argentina-Bolivia y conectarse con el tren ya existente en Uyuni con Oruro), mientras que la segunda necesitará de 6 millones de dólares adicionales para ayudar en la conexión de La Paz y Cusco, esperándose construir unas nuevas vías de 300 km, esperándose una duración de 5 años aproximadamente de construcción. Se espera que también haya conexión con el Ramal ferroviario Rosario-Tucumán y el Ferrocarril Buenos Aires a Rosario, para hacer un viaje desde Buenos Aires hasta Lima en tren.

### Ferrocarril del Sur Medio (Marcona-Andahuaylas)
(Proyectado)
Es un proyecto de 600 km, con ya 20 años de antigüedad de planeación (a la fecha de 2021), con gran importancia minera para Apurímac, aún en fase de estudios de factibilidad. Adopta alternativamente el nombre de Tren Marcona-Andahuaylas, Ferrocarril del Sur Medio y Tranvía Ica-Apurímac. Fue propuesta por la Minera Las Bambas con el objetivo de transportar sus minerales a la costa. Tendría un tramo de 600 km, desde Andahuaylas, en el Departamento de Apurímac, hasta el puerto de San Juan de Marcona, en el Departamento de Ica (cruzando localidades como Nazca, Puquio, Santa rosa, San Clemente, Talavera, Pucyura, Islay, Patahuasi, Negromayo, Espinar, Jaqui, Oropeza, San Pablo y Dv. Huaytará, así como el Departamento de Ayacucho y el Departamento de Arequipa), y una inversión de 8,500 millones de dólares, según Javier Franco Gonzáles. Se proyecta que su tramo se conecte con el ferrocarril Huancavelica-Cusco. Aunque originalmente se planeo que sea solo para transporte de minerales, el expresidente Pedro Castillo le agregó también el objetivo de transporte de personas. A su vez, en el año 2022 se declaró que debía ser un Tranvía eléctrico con un costo de S/ 32 millones, esperándose que su estudio del perfil sea concluido en marzo de 2023.

### Ferrocarril Imata-Tintaya
(Proyectado)
Es un ferrocarril de 150 km para conectar ambas localidades, del departamento del Cusco al departamento de Arequipa. Se prevé conexión con el Ferrocarril del Sur.

### FerrocarrilCorío-La Joya
(Proyectado)
Es un ferrocarril de 93 km que planea conectar ambas localidades del departamento de Arequipa. Se preve conexión con el Ferrocarril del Sur.

### Ferrocarril "Tren Grau"
(En Construcción)
Se trata de un tren Tren de la Costa que conecte el departamento de Tumbes con el departamento de Tacna, con un tramo similar a la Panamericana Norte y Panamericana Sur, en un recorrido de 2446 km para atender la demanda de 19.8 millones de habitantes. Su recorrido iría en paralelo con los trenes de cercanías que también están en proyecto. Busca ser de tecnología ecológica y se ha considerado un megaproyecto para el MTC.
En el año 2012, el Congreso propuso declararlo de necesidad pública e interés nacional. El Ministerio de Transportes y Comunicaciones del Perú agendó el proyecto en el año 2022. Sería parte de un proyecto para lograr una red ferroviaria nacional de cara al 2030, que debería contar con la tecnología de trenes eléctricos, a su vez que se espera que se conecte con el tranvía Ica-Apurímac y el de Lima-Huarochirí.

### Tren de CercaníasLima-Ica
(En Construcción)
Es un tren de cercanías que conectaría Lima Metropolitana con la ciudad de Ica, cruzando las ciudades de Lurín, Chilca, Asia, Cañete, Chincha, Pisco, etc. Contaría con una ruta de 323.70 km, junto a una velocidad máxima de 200 km/h, así como un coste de US$ 3000 millones (equivalente a S/10500 millones), del que se esperaba que entre en fase de concesión para el año 2021, con China Railway como el único con una propuesta de interés. En el año 2018, el Congreso lo declaró de interés nacional. Para fines de 2019 se había suscrito un contrato de S/ 42 millones con el consorcio Tren Lima-Ica (compuesto por China Railway, Creec Perú, Vitrubio Ingeniería, Fynsa Ingenieros) con tal de elaborar el estudio de preinversión, con plazo de 270 días. Su objetivo es promover el desarrollo comercial y la promoción de la producción agrícola. La elaboración de su perfil técnico se prevé que culmine para julio o agosto de 2023, y que la obra demore entre 4 a 6 años hasta su terminación. Buscaría a su vez complementar al Metro de Lima y Callao, el Ferrocarril Central, el puerto del Callao y el Terminal Portuario General San Martín en Pisco; mientras que se enlaza con el Aeropuerto Internacional Jorge Chávez y el Aeropuerto de Pisco Capitán FAP Renán Elías Olivera. Empresarios chinos en el año 2023 destacaron este proyecto como el de más interés para sus inversiones ferroviarias en Perú.

### Tren de CercaníasLima-Barranca
(En Construcción)
El proyecto fue propuesto durante la campaña de PPK en las Elecciones generales de Perú de 2016 con el objetivo de Solucionar la congestión en el transporte, junto al tren Lima-Ica, llegando a oficializarse en el año 2018 (esperando que estuvieran listos para el Bicentenario de la Independencia del Perú, sin éxito por la Crisis política en Perú de 2016-2020 y la Pandemia de COVID-19 en Perú). Debido a los retrasos, se creyó que había sido cancelado en 2019, lo cual tuvo que aclarar el MTC que seguía en pie, aunque como iniciativa estatal. En la gestión de Pedro Castillo, en 2022, se incluyó dentro del proyecto de Tren Grau, dentro del “Programa multianual de inversiones 2023-2025″. se desarrollará bajo el mecanismo de iniciativa privada cofinanciada. Para el año 2023, ya entró en fase de elaboración del estudio de preinversión. Recorriendo unos 210 km a lo largo del departamento de Lima, conectando Lima Metropolitana con Barranca, cruzando por ciudades como Huaura, Huaral. Que en conjunto con la ruta Lima-Ica, harían 480 km. También se prevé que haga conexión con la Línea 3 del Metro de Lima y Callao.

### Tren de CercaníasLima-Huarochirí
(En Construcción)
La primera noción de un tren entre Lima y Chosica proviene de las propuestas de Luis Castañeda Lossio en el año 2002. Es un tren de cercanías que usando la infraestructura del Ferrocarril Central del Perú conectaría Lima Metropolitana con la provincia de Huarochiri, cruzando por el distrito de Ricardo Palma en 14 paraderos de pasajeros y cuatro estaciones (que se estiman, serían en avenida Alfonso Ugarte, Av. Abancay, Huaycán y La Florida). Tendría una ruta de 46.2 km y una inversión aproximada de S/ 1.200 millones. Se espera iniciar construcciones en 2024 y terminar en 2026. Buscaría a su vez complementar al Metro de Lima y Callao en la Línea 1, Línea 2 y Línea 3, debido a que cruzaría los distritos de Cercado de Lima, El Agustino, Santa Anita, Ate Vitarte, Chaclacayo y Lurigancho-Chosica.